# Список тролейбусних систем світу
|  | Службовий список статей, створений для координації робіт з розвитку теми. Це попередження не встановлюється на інформаційні списки і глосарії. |

Ця сторінка містить список міст світу, в яких є або був раніше тролейбус як складова частина системи громадського транспорту. Назви міст, в яких тролейбусні системи працюють досі, виділені жирним шрифтом.

## Україна

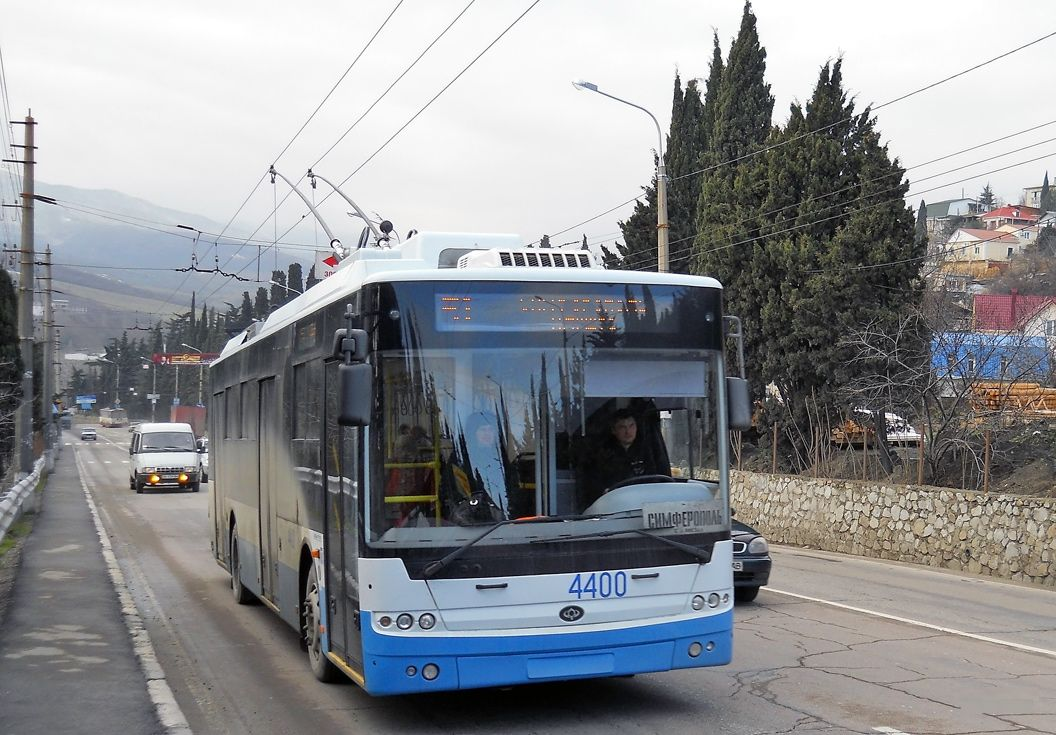
Тролейбус «Богдан Т701.15» на маршруті № 51 в Алушті

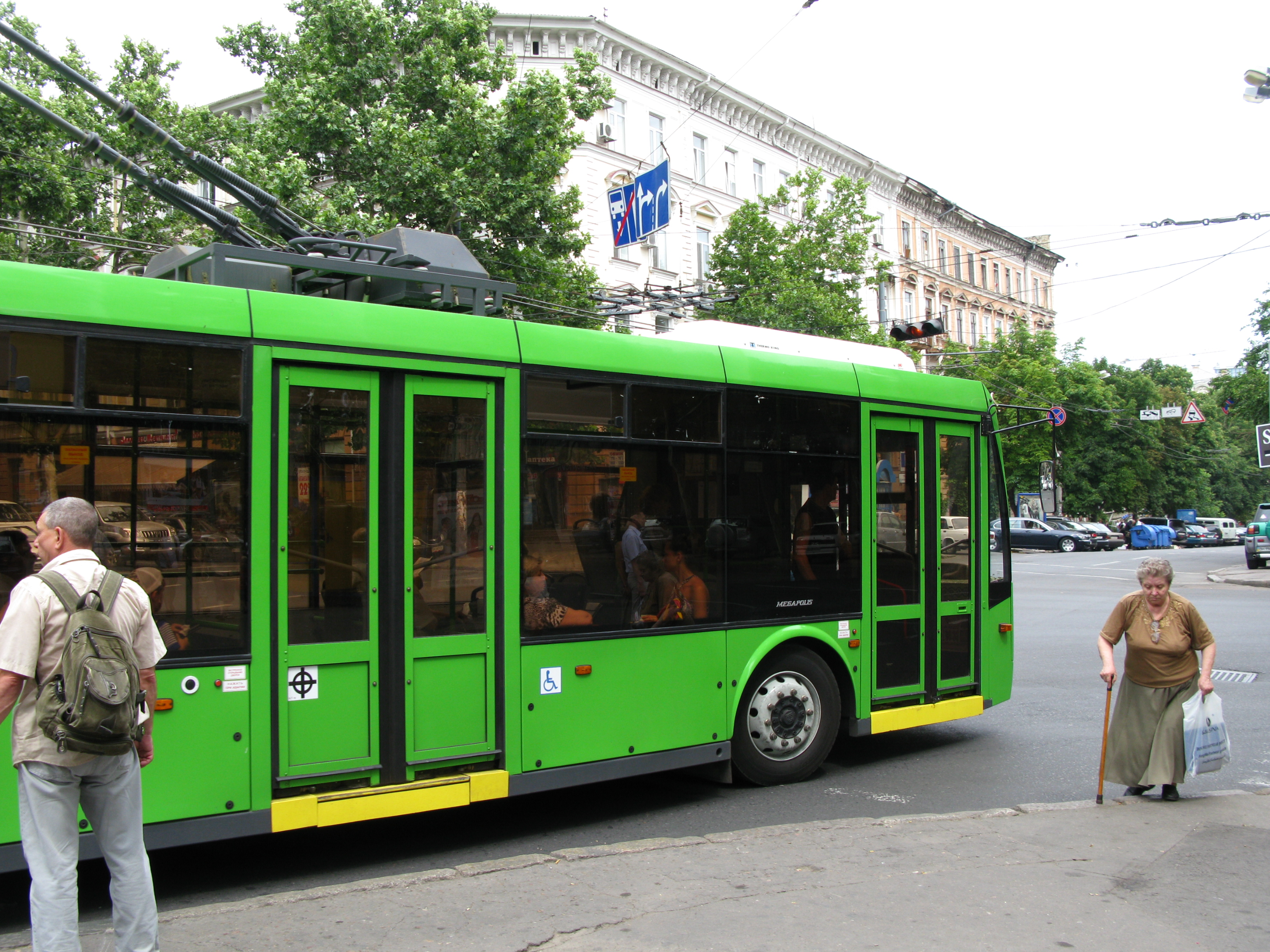
Тролейбус в Одесі

- Алмазна, (частина мережі трамвайно-тролейбусного управління міста Кадіївка) березень 1992 — 11 вересня 2008;
- Алушта, з 20 серпня 1993.
- Алчевськ, з 26 вересня 1954. З 1962 по 2008 існувала міжміська лінія Алчевськ — Перевальськ. Припинила роботу 16 липня 2022.
- Антрацит, з 27 вересня 1987 - 2018.
- Бахмут, з 29 квітня 1968. Тимчасово недіюча через знищення інфраструктури російськими окупантами.
- Біла Церква, з 23 червня 1980 (рух прининявся з 1 по 12 жовтня 2010 року).
- Вінниця, з 20 лютого 1964.
- Вуглегірськ, 8 липня 1982 — 12 серпня 2014.
- Горлівка, з 6 листопада 1974 (рух припинявся з 22 липня по 4 жовтня 2014).
- Дніпро, з 7 листопада 1947.
- Добропілля, 23 серпня 1968 — 15 березня 2011. (рух припинявся з січня 2008 по квітень 2009).
- Донецьк, з 31 грудня 1939. До 1992 року існувала міжміська лінія Донецьк — Макіївка.
- Житомир, з 1 травня 1962.
- Запоріжжя, з 22 грудня 1949.
- Івано-Франківськ, з 31 грудня 1983.
- Кадіївка, 1 березня 1970 — 11 вересня 2008, 15 липня 2010 — 31 серпня 2011 року (діяла міжміська лінія Кадіївка — Алмазна).
- Київ, з 5 листопада 1935. Найбільша тролейбусна система у світі.
- Кропивницький, з 4 листопада 1967.
- Краматорськ, з 18 листопада 1971 (рух припинявся з 3 травня 2014 по 28 травня 2014).
- Кременчук, з 6 листопада 1966.
- Кривий Ріг, з 25 грудня 1957.
- Лисичанськ, з 7 березня 1972 (рух припинявся з 22 липня по 9 серпня та 17-22 вересня 2014 року). Закрита внаслідок повномасштабного російського вторгнення в Україну в березні 2022 року.
- Луганськ, з 25 січня 1962 (рух припинявся з 15 липня 2014 до 11 квітня 2015). Закрита 19 липня 2022.
- Луцьк, з 8 квітня 1972.
- Львів, з 27 листопада 1952.
- Макіївка, з 13 листопада 1969 (рух припинявся з 26 серпня по 3 вересня 2014).
- Маріуполь, з 21 квітня 1970. Знищена тролейбусна система російськими окупантами. Припинений рух 2 березня 2022.
- Миколаїв, з 29 жовтня 1967.
- Одеса, з 5 листопада 1945.
- Полтава, з 14 вересня 1962.
- Рівне, з 24 грудня 1974.
- Севастополь, з 7 листопада 1950.
- Сімферополь, з 7 жовтня 1959. З 6 листопада 1959 діє найдовша міжміська лінія Сімферополь — Алушта — Ялта.
- Сєвєродонецьк, з 1 січня 1978. Знищена внаслідок широкомасштабного російського вторгнення в Україну. Закрита 27 лютого 2022.
- Слов'янськ, з 19 березня 1977. 3 липня 2022 року, в ході російського вторгнення в Україну та через регулярні обстріли російськими окупантами міста Слов'янськ тимчасово припинено рух троллейбусів.
- Сорокине, з 30 грудня 1987 (існує міжміська лінія Сорокине — Молодогвардійськ).
- Суми, з 25 серпня 1967.
- Тернопіль, з 24 грудня 1975.
- Торецьк, з 26 квітня 1985 — 15 травня 2007.
- Харцизьк, з 4 лютого 1982 (рух припинявся з 27 серпня по 7 вересня 2014).
- Харків, з 5 травня 1939.
- Херсон, з 10 червня 1960.
- Хмельницький, з 25 грудня 1970.
- Черкаси, з 9 листопада 1965.
- Чернігів, з 4 листопада 1964.
- Чернівці, з 1 лютого 1939
- Ялта, з 1 травня 1961.

## Європа

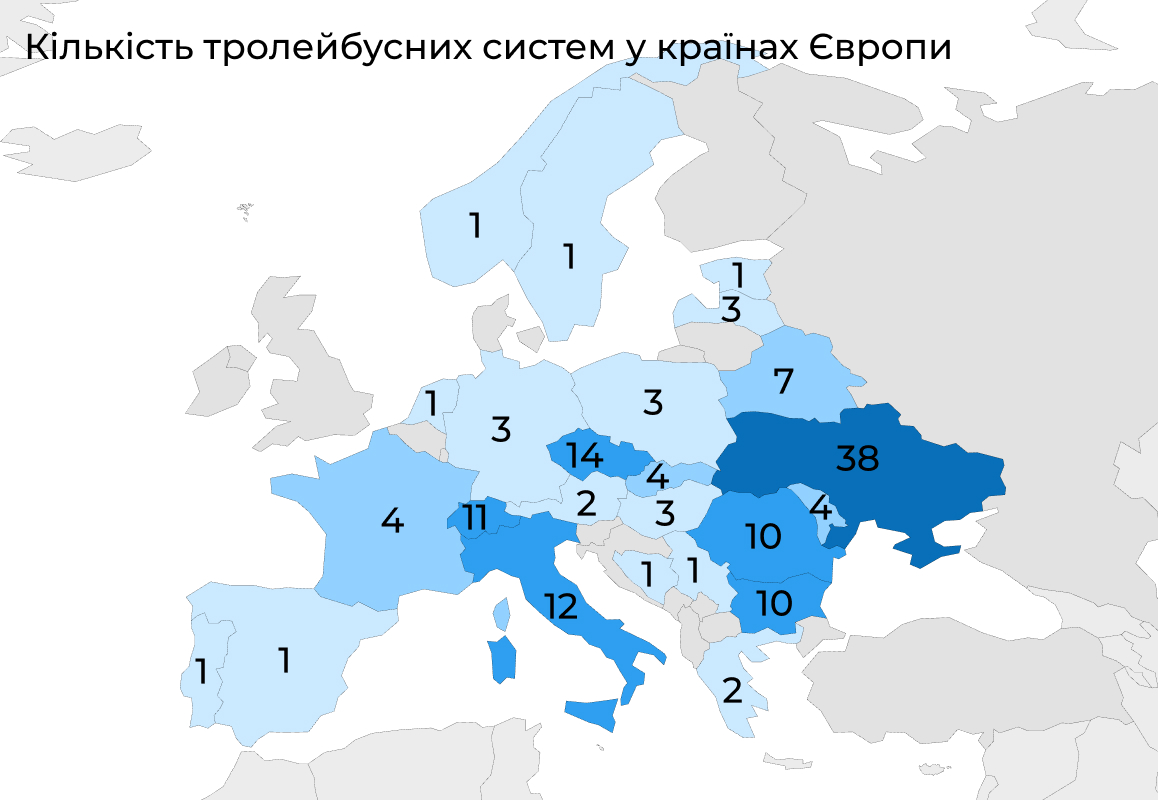
Кількість тролейбусних систем у країнах Європи

### Австрія
- Відень,
  - 14 жовтня 1908 — 30 жовтня 1938;
  - 9 жовтня 1946 — 3 грудня 1958.
- Гмюнд, 16 липня 1907 — 14 липня 1916.
- Грац, 1 жовтня 1941 — 29 червня 1967.
- Зальцбург, 1 жовтня 1940. Тролейбус в Зальцбурзі
- Інсбрук,
  - 8 квітня 1944 — 29 лютого 1976;
  - 17 грудня 1988 — 25 лютого 2007.

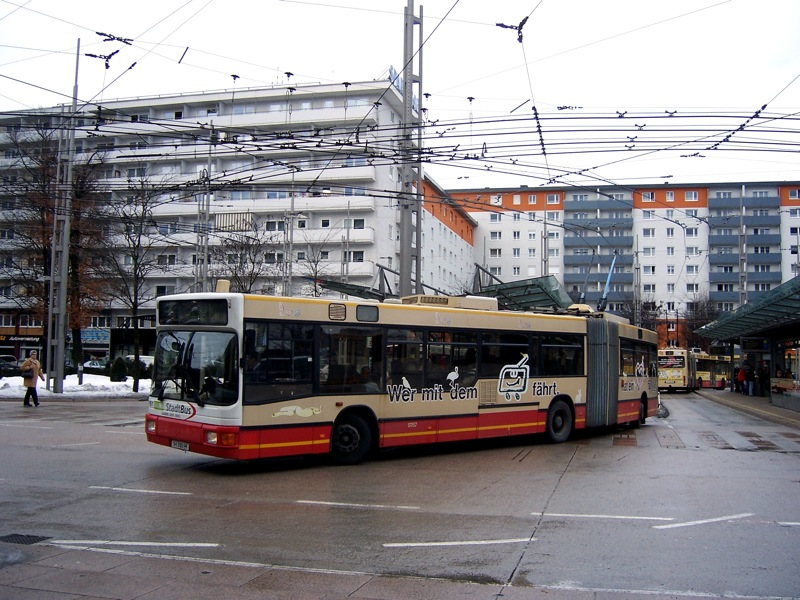
Тролейбус в Зальцбурзі

- Капфенберг, 1 липня 1944 — 31 березня 2002. Існувала міжміський лінія в Брук-ан-дер-Мур
- Клагенфурт, 1 серпня 1944 — 16 квітня 1963.
- Клостернойбург, 22 травня 1908 — грудень 1919.
- Леобен, 1 березня 1949 — 13 липня 1973.
- Лісинг, 17 липня 1909—1917. Існувала міжміська лінія до Кальксбурга. Обидва міста нині — частини Відня.
- Лінц, з 15 травня 1944.
- Юденбург, 10 жовтня 1910—1914.

### Білорусь

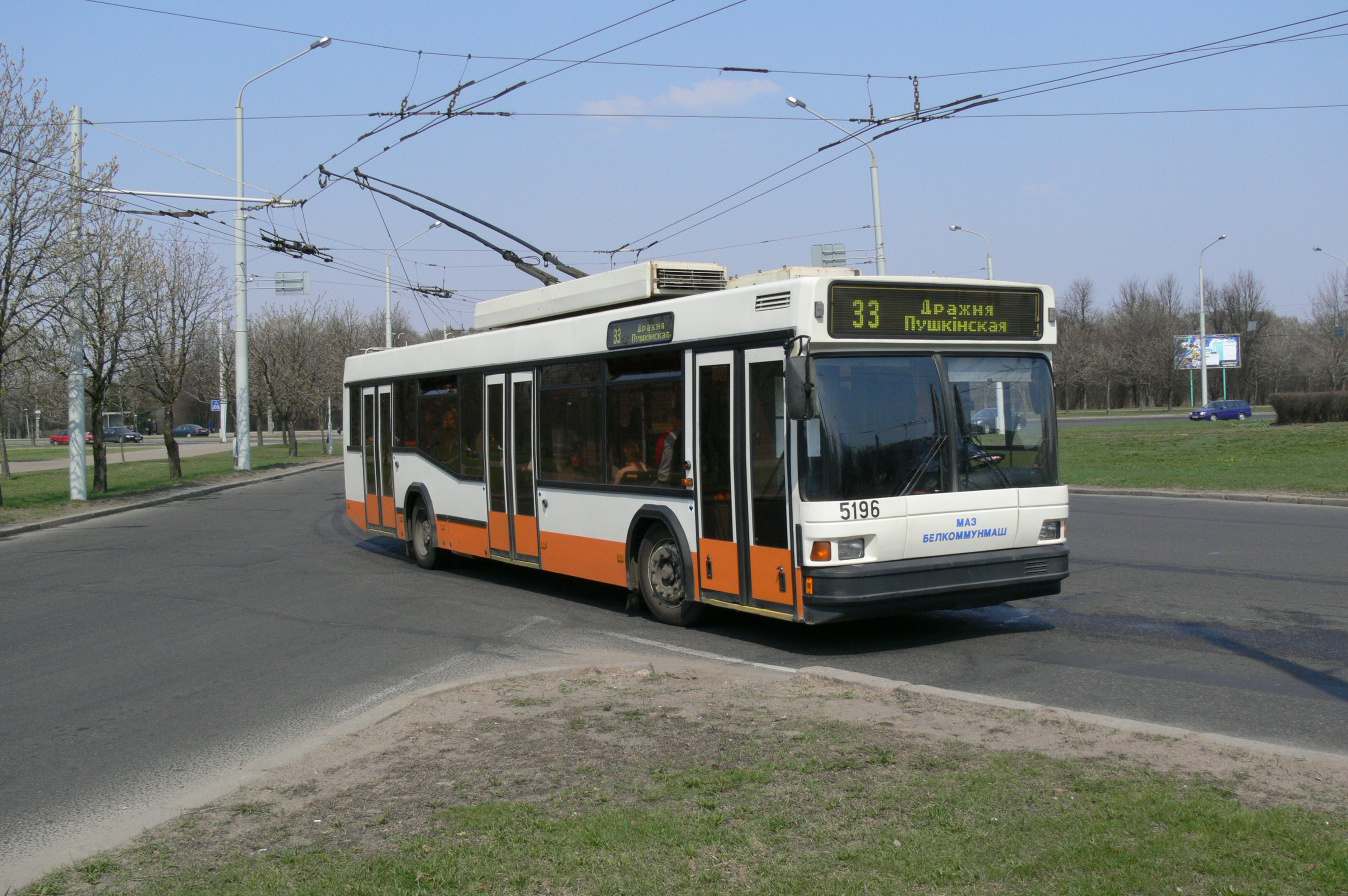
Тролейбус в Мінську

- Бобруйськ, з 30 серпня 1978.
- Брест, з 20 квітня 1981.
- Вітебськ, з 1 вересня 1978.
- Гомель, з 20 травня 1962.
- Гродно, з 5 листопада 1974.
- Мінськ фото, з 19 вересня 1952. Тролейбус в Мінську
- Могильов, з 19 січня 1970.

### Бельгія

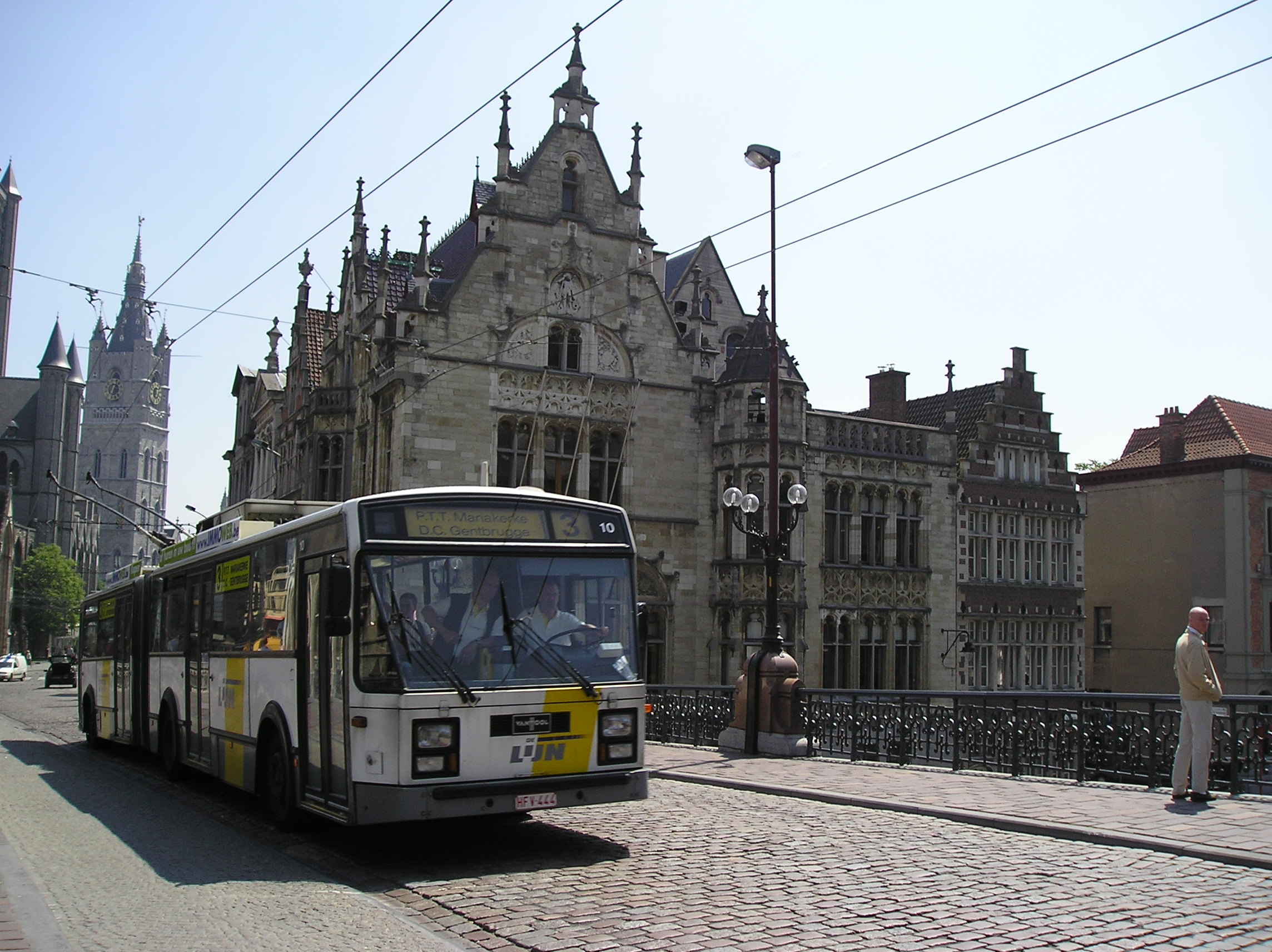
Тролейбус в Генті

- Антверпен, 7 вересня 1929 — 30 березня 1964.
- Брюссель 18 квітня 1939 — 14 лютого 1964.
- Гент, 25 березня 1989 — 14 червня 2009. Зупинявся рух 10 квітня 2004 — 16 жовтня 2005. Тролейбус в Генті
- Льєж, 10 серпня 1930 — 9 листопада 1971. З 15 травня 1936 по 31 серпня 1964 існувала міжміський лінія «Льєж — Серен».

### Болгарія
- Бургас, з 25 вересня 1989.
- Варна, з 1 січня 1986. Тролейбус у Варні

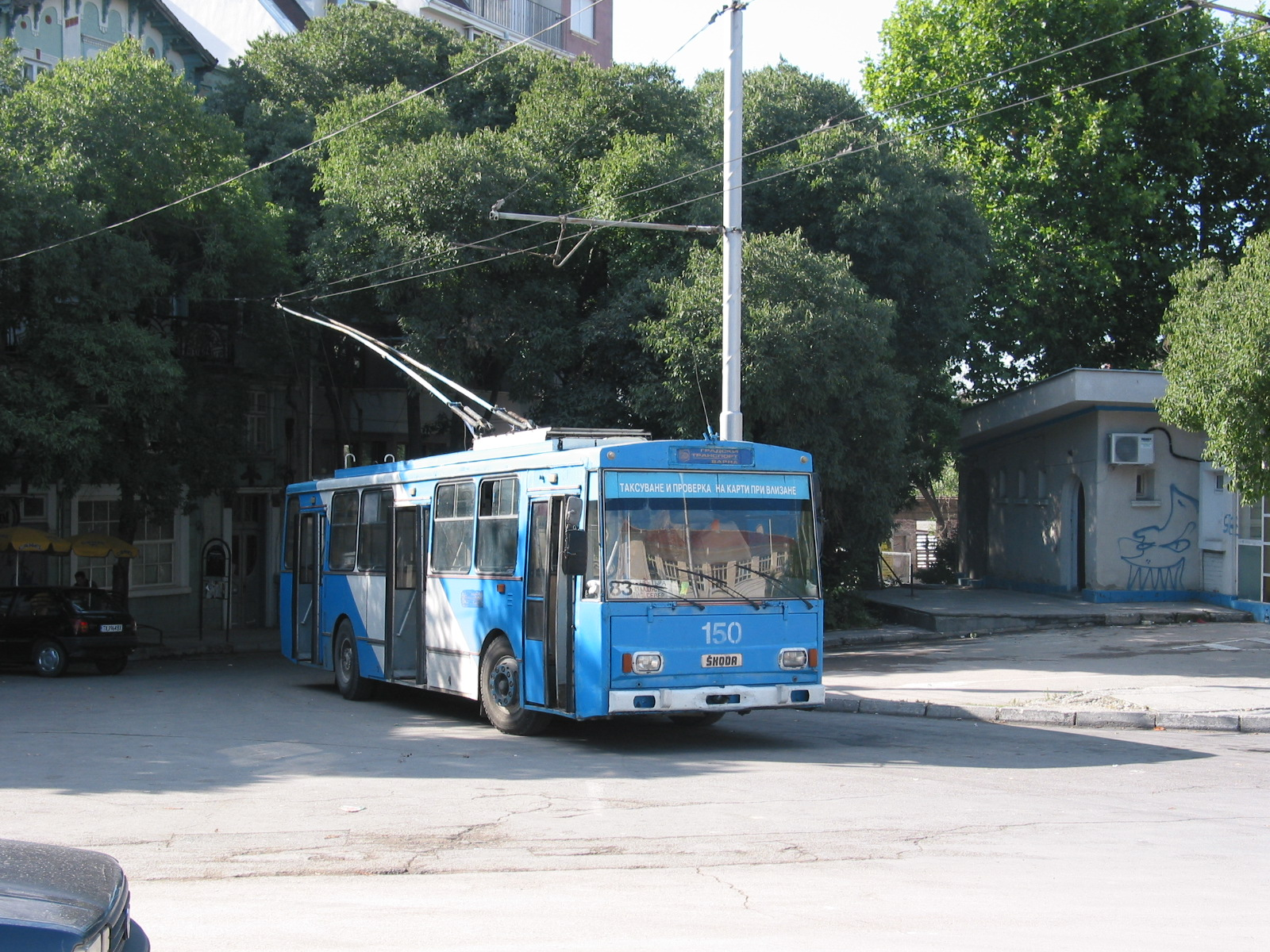
Тролейбус у Варні

- Велико-Тирново, вересень 1988 — 31 березня 2009.
- Враца, з вересня 1988.
- Габрово, 1987 — 22 березня 2013.
- Добрич, 1988 — 1 липня 2014.
- Казанлик, 1987 — 11 січня 1999.
- Пазарджик, з 1 червня 1993.
- Перник, 1987 — 30 березня 2015.
- Плевен, з липня 1985.
- Пловдив, грудень 1955;— жовтень 2012.
- Русе, з 9 вересня 1988.
- Слівен, з 24 травня 1986.
- Софія,
  - 14 лютого 1941 — 9 вересня 1944;
  - З 1 травня 1948.
- Стара-Загора, з вересня 1988.
- Хасково, з 1993.

### Боснія і Герцеговина
- Сараєво,
  - 23 листопада 1984 — квітень 1992;
  - З 27 листопада 1995.

### Велика Британія

#### Англія
- Атертон, 3 серпня 1930 — 31 серпня 1958.
- Бірмінгем, 27 листопада 1922 — 30 червня 1951.
- Борнмут, 13 травня 1933 — 20 квітня 1969.
- Брадфорд, 20 червня 1911 — 26 березня 1972.
- Брайтон,
  - 23 грудня 1913 — 16 вересня 1914;
  - 1 травня 1939 — 30 червня 1961.
- Вулвергемптон, 29 жовтня 1925 — 5 березня 1967.
- Гаддерсфілд, 4 грудня 1933 — 13 липня 1968.
- Галіфакс, 20 липня 1921 — 24 жовтня 1926.
- Гартлпул, 28 лютого 1924 — 2 квітня 1953.
- Гастінгс, 1 квітня 1928 — 31 травня 1959.
- Грімсбі, 3 жовтня 1926 — 4 червня 1960.
- Дарлінгтон, 17 січня 1926 — 31 липня 1957.
- Дербі, 9 січня 1932 — 9 вересня 1967.
- Донкастер,
  - 22 серпня 1928 — 14 грудня 1963;
  - 1985—1986.
- Іпсвіч, 2 вересня 1923 — 23 серпня 1963.
- Йорк, 22 грудня 1920 — 5 січня 1935.
- Кейлі, 3 травня 1913 — 31 серпня 1932.
- Кінгстон-апон-Халл, 23 липня 1937 — 31 жовтня 1964.
- Кліторпс, 18 липня 1937 — 4 червня 1960.
- Лідс, 20 червня 1911 — 26 липня 1928 (будівництво нової системи ведеться з середини 2000-х).
- Лондон, 16 травня 1931 — 8 травня 1962.
- Маідстоун, 1 травня 1928 — 15 квітня 1967.
- Манчестер, 1 березня 1938 — 30 грудня 1966.
- Мексборо, 31 серпня 1915 — 26 березня 1961.
- Мідлсбро, 8 листопада 1919 — 4 квітня 1971.
- Ноттінгем, 10 квітня 1927 — 30 червня 1966.
- Ньюкасл-апон-Тайн, 1 жовтня 1935 — 1 жовтня 1966.
- Олдхем, 26 серпня 1925 — 5 вересня 1926.
- Портсмут, 4 серпня 1934 — 27 липня 1963.
- Рамсботтом, 14 серпня 1913 — 31 березня 1931.
- Редінг, 18 липня 1936 — 3 листопада 1968.
- Ротергем, 3 жовтня 1912 — 2 жовтня 1965.
- Сент-Еленс, 11 липня 1927 — 1 липня 1958.
- Саутенд-он-Сі, 16 жовтня 1925 — 28 жовтня 1954.
- Саут-Шелдс, 12 жовтня 1936 — 29 квітня 1964.
- Стокпорт, 10 березня 1913 — 11 вересня 1920.
- Волсол, 22 червня 1931 — 3 жовтня 1970.
- Віган, 7 травня 1925 — 30 вересня 1931.
- Честерфілд, 23 травня 1927 — 24 березня 1938.
- Ештон-андер-Лін, 26 серпня 1925 — 30 грудня 1966.

#### Уельс
- Абердер, 14 січня 1914 — 1 липня 1925.
- Кардіфф, 1 березня 1942 — 11 січня 1970.
- Лланеллі, 26 грудня 1932 — 8 листопада 1952.
- Понтипрідд, 18 вересня 1930 — 31 січня 1957.
- Ронта, 22 грудня 1914 — 1 березня 1915.

#### Шотландія
- Глазго, 3 квітня 1949 — 27 травня 1967.
- Данді, 5 вересня 1912 — 13 травня 1914.

#### Північна Ірландія
- Белфаст, 28 березня 1938 — 12 травня 1968.

### Греція
- Афіни, з 14 грудня 1949.

### Данія
- Копенгаген,
  - 1902;
  - 1 лютого 1927 — 17 жовтня 1971;
  - 2 серпня 1993 — жовтень 1998.
- Оденсе, 8 серпня 1939 — 19 листопада 1959.

### Естонія
- Таллінн, з 6 липня 1965.

### Ірландія
- Голвей, 1 квітня 1934 — грудень 1939.
- Кахірсівен, 1930—1932.
- Лімерик, 1928—1935.
- Уотерфорд, 1927—1934.

### Іспанія
- Барселона, 7 жовтня 1941 — 7 жовтня 1968.
- Більбао, 20 червня 1940 — 28 жовтня 1978.
- Валенсія, 18 липня 1951 — 21 травня 1976.
- Кадіс, 1951—1975.
- Кастельон-де-ла-Плана,
  - 1962—1969;
  - з 25 червня 2008.
- Ла-Корунья, 26 липня 1948 — 4 січня 1979.
- Мадрид, 8 квітня 1950 — 30 квітня 1966.
- Понтеведра, 15 грудня 1943 — 31 серпня 1989.
- Сан-Себастьян, 17 липня 1948 — 24 грудня 1973.
- Сантандер, 1951 — 25 лютого 1975.
- Сарагосса, 1950 — 9 жовтня 1975.
- Таррагона, 2 жовтня 1952 — 22 січня 1973.

### Італія
- Авельїно, 16 вересня 1947 — 1 листопада 1973 (будівництво нової системи ведеться з середини 2000-х).
- Аквіла, 19 травня 1909 — 31 березня 1924.
- Альба, 26 вересня 1910 — 12 липня 1919.
- Алессандрія, 1 лютого 1952 — липень 1974.
- Анкона, з 15 березня 1949.
- Анціо, 17 червня 1939 — 22 січня 1944.
- Арген, 1 липня 1909 — 21 листопада 1922.
- Асьяго, 1916—1919.
- Барі,
  - 1939—1974,
  - 20 листопада 1978 — 16 грудня 1987 (є плани відновити рух).
- Бергамо,
  - Грудня 1921 — 9 березня 1922,
  - 1949—1978.
- Болонья,
  - жовтень 1940—1945,
  - 16 вересня 1955 — 14 червня 1982,
  - з 4 січня 1991.
- Брешіа, 1936—1968.
- Венеція, 25 квітня 1933—1968.
- Верона, 1937 — червень 1981.
- Віченца, 22 жовтня 1928 — 12 червня 1970 (проектується нова система).
- Генуя,
  - 13 квітня 1938 — 11 червня 1973,
  - 1 липня 1997 — 29 червня 2000,
  - з 13 грудня 2002.
- Десенцано-дель-Гарда, 1920 — 3 березня 1932.
- Едоле, 1915—1918.
- Енего, 1915—1918.
- Іврея, 30 березня 1908 — 31 грудня 1935.
- Кальярі, з 22 грудня 1952.
- Капуа, 1961 — 26 жовтня 1972.
- Каррара, 5 червня 1955 — 26 грудня 1985.
- Касерта, 1961 — 26 жовтня 1972.
- Катанья, 4 жовтня 1949 — 27 квітня 1966.
- Комо, 18 серпня 1938 — 7 червня 1978.
- Кремона, 1940 — 31 травня 2002.
- Кунео, 1 серпня 1908 — 31 грудня 1957.
- К'єті,
  - 1 серпня 1950 — грудень 1992,
  - 26 вересня 2009 — 1 серпня 2011,
  - з 15 квітня 2013.
- Ланца-д'Інтелві, 1912 — 21 листопада 1922.
- Лечче, з 12 січня 2012.
- Ліворно, 28 жовтня 1934 — 22 жовтня 1973.
- Мілан, з 28 жовтня 1933.
- Модена,
  - 21 січня 1950—1996
  - з 2000.
- Неаполь, з 8 травня 1940.
- Павія, 3 лютого 1952—1968.
- Падуя, 21 квітня 1937—1970.
- Палермо, 28 жовтня 1939 — 1 липня 1966.
- Парма, з 25 жовтня 1953.
- Перуджа,
  - 28 жовтня 1943 — 2 листопада 1943,
  - 16 червня 1946—1975.
- Пескара, 1903—1904.
- Піза, 20 січня 1952 — 29 лютого 1968.
- Порто-Сан-Джорджіо, 6 лютого 1958 — 31 грудня 1977.
- Ріміні, з 1 січня 1939.
- Рим,
  - 8 січня 1937 — 2 липня 1972,
  - з 23 березня 2005.
- Салерно, 7 серпня 1937—1987.
- Санремо, з 21 квітня 1942.
- Спеція,
  - 12 лютого 1906 — листопад 1909;
  - 27 січня 1951 — червень 1985;
  - 26 листопада 1988 — 9 вересня 2012;
  - з 20 березня 2014.
- Сієна, 24 березня 1907 — 21 жовтня 1917.
- Тірано,
  - 1915—1916;
  - 1941—1950.
- Трапані, 1952—1967.
- Трієст, 30 березня 1935 — 19 квітня 1975.
- Турин, 1931 — 7 липня 1980.
- Фальконара, 15 березня 1949—1972.
- Феррара, 28 жовтня 1938 — 25 лютого 1975.
- Флоренція, 11 листопада 1937 — 1 липня 1973.
- Чивітанова, 25 березня 1956—1974.
- Шатільон, 1920—1925.

### Латвія
- Рига, з 6 листопада 1947.

### Литва

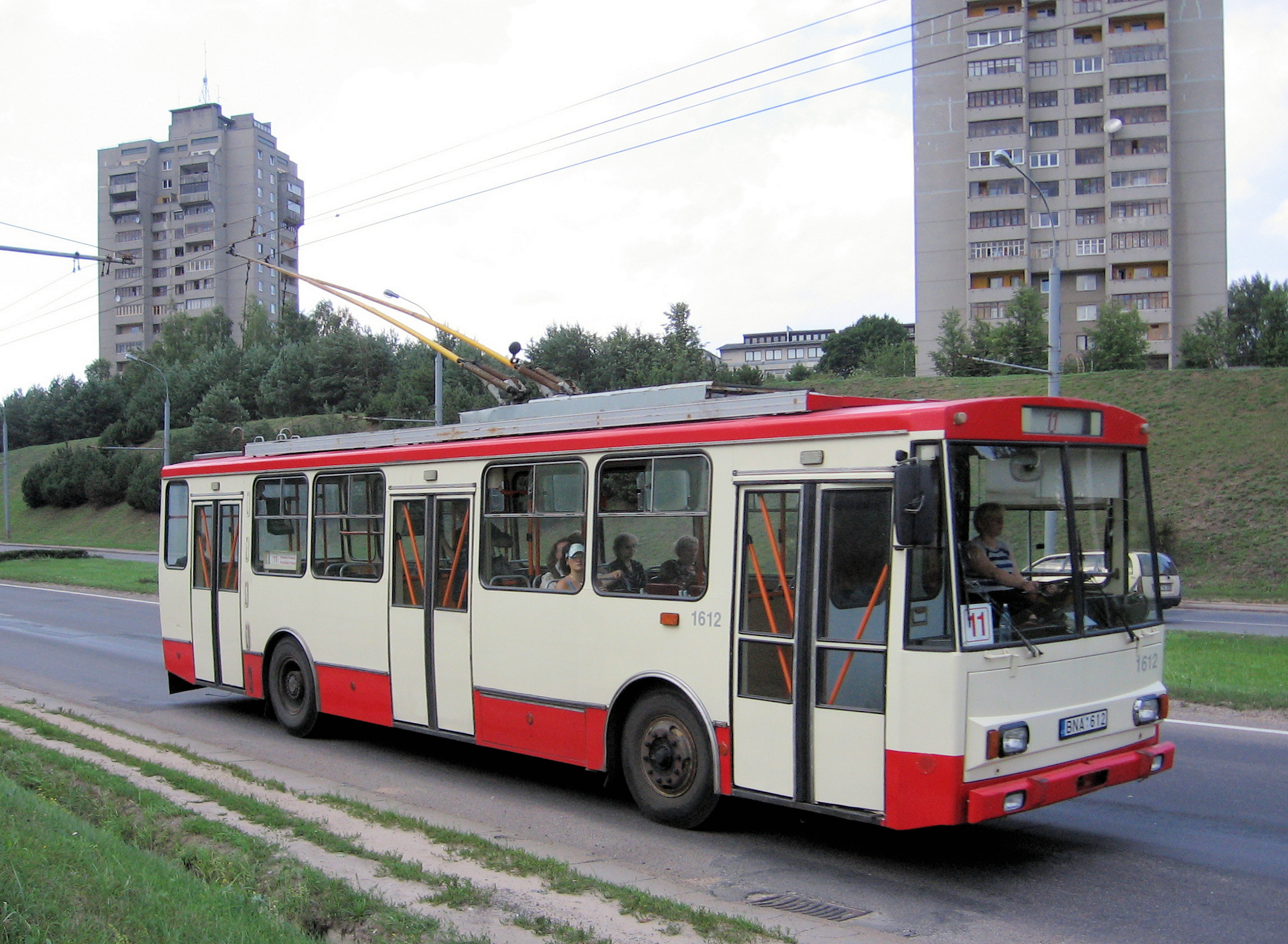
Тролейбус у Вільнюсі

- Вільнюс, з 27 листопада 1956. Тролейбус у Вільнюсі
- Каунас, з 31 грудня 1965.

### Молдова
- Бельци, з 21 червня 1972.
- Кишинів, з 12 жовтня 1949.
- Солончень, 1 травня 1992 — 3 січня 1994.
- Тирасполь, з 1 листопада 1967. З 1993 діє міжміська лінія «Тирасполь — Бендери»
- Бендери, з 19 червня 1993.

### Нідерланди
- Арнем, з 5 вересня 1949. Тролейбус в Арнемі

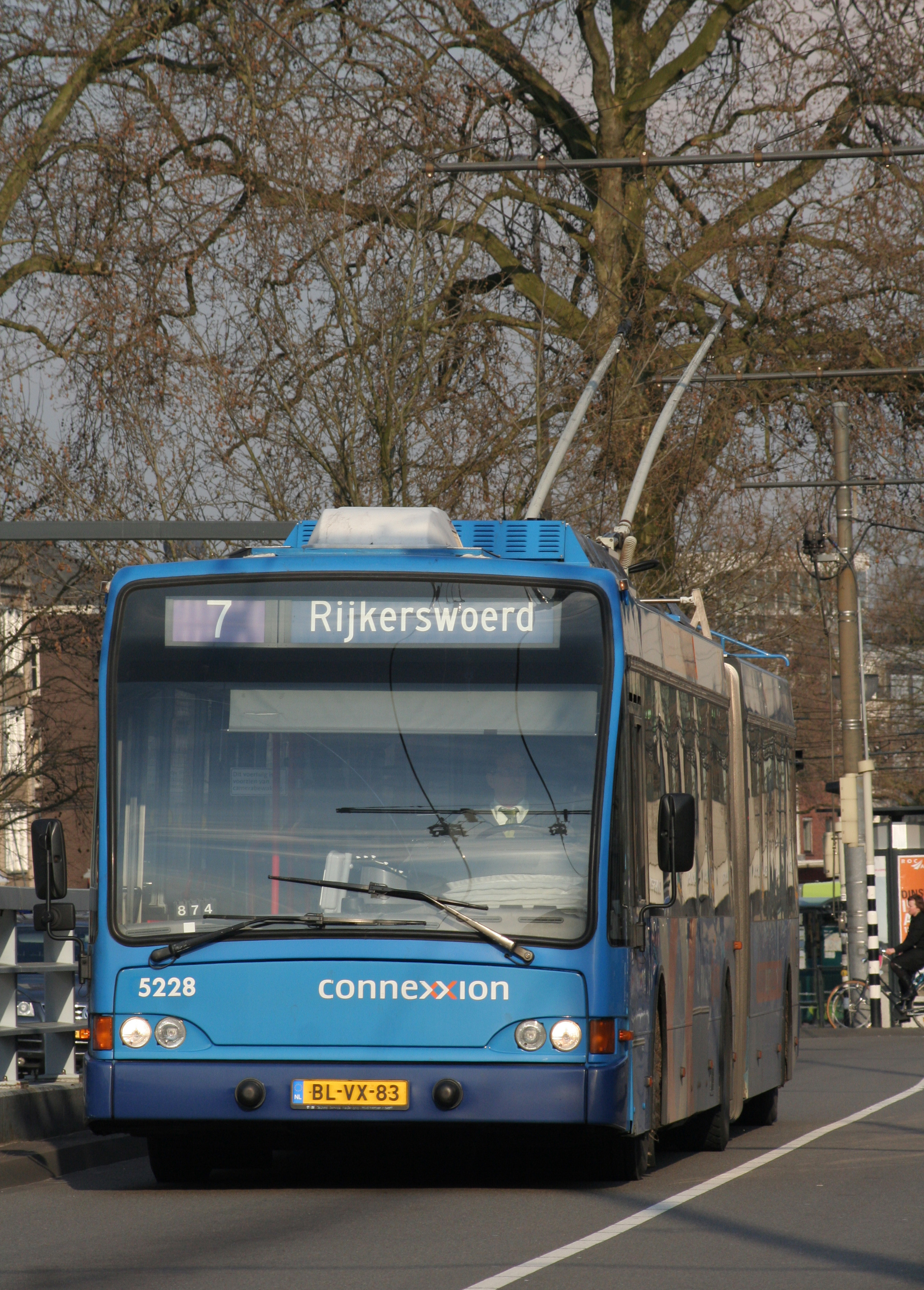
Тролейбус в Арнемі

- Гронінген, 27 червня 1927 — 9 листопада 1965.
- Неймеген, 9 липня 1952 — 29 березня 1969.
- Роттердам, 1943—1944 (дослідна лінія).

### Німеччина
- Аахен, 1 лютого 1944 — 3 лютого 1974.
- Аугсбург, 28 жовтня 1943 — 17 березня 1959.
- Баден-Баден, 26 червня 1949 — 31 липня 1971.
- Берлін,
  - 29 квітня 1882 — 13 червня 1882,
  - 5 грудня 1904 — 4 січня 1905,
  - 20 квітня 1912 — 31 липня 1914,
  - 24 грудня 1933 — 1 лютого 1973.
- Білефельд, 27 травня 1944 — 8 листопада 1968.
- Біттерфельд, жовтень 1984 — жовтня 1988.
- Бохум, 18 червня 1949 — 18 жовтня 1959.
- Бонн, 17 лютого 1951 — 30 червня 1971.
- Бремен,
  - 7 серпня 1910 — 19 червня 1916,
  - 1 листопада 1949 — 5 листопада 1961.
- Бремергафен, 20 листопада 1947 — 30 червня 1958.
- Веймар, 2 лютого 1948 — 3 квітня 1993.
- Вільгельмсгафен, 1 жовтня 1943 — 30 жовтня 1960.
- Вісбаден, 23 грудня 1948 — 17 листопада 1961.
- Вупперталь, 1 жовтня 1949 — 27 травня 1972.
- Вурц, 7 квітня 1905—1929.
- Гамбург, 2 січня 1911 — 18 січня 1958.
- Ганновер, 6 червня 1937 — 10 травня 1958.
- Гера, 2 листопада 1939 — 14 вересня 1977.
- Гіссен, 18 червня 1941 — 23 грудня 1968.
- Грайц, 21 вересня 1945 — 11 липня 1969.
- Гуммерсбах, 25 листопада 1948 — 30 вересня 1962.
- Дармштадт, 1 березня 1944 — 16 квітня 1963.
- Дебельн, 1 травня 1905—1914.
- Дортмунд, 29 травня 1942 — 18 червня 1967.
- Дрезден,
  - 24 березня 1903 — 19 березня 1904;
  - 5 листопада 1947 — 28 листопада 1975.
- Дуйсбург, 18 грудня 1954 — 28 травня 1967.
- Зіген, 16 жовтня 1941 — 5 січня 1969.
- Золінген, з 19 червня 1952.
- Ідар-Оберштайн, 22 лютого 1932 — 11 травня 1969.
- Кайзерслаутерн, 29 жовтня 1949 — 30 листопада 1985.
- Кассель, 12 липня 1944 — 28 травня 1962.
- Кельн, 6 листопада 1950 — 16 березня 1959.
- Кенігштайн, 10 липня 1901 — вересень 1904.
- Кіль, 28 травня 1944 — 15 квітня 1964.
- Кобленц, 17 липня 1941 — 30 жовтня 1970.
- Крефельд, 3 грудня 1949 — 29 травня 1964.
- Ландсхут, 27 листопада 1948 — 22 травня 1966.
- Лангенфельд, 31 травня 1904 — 5 листопада 1908.
- Лейпциг, 28 червня 1938 — 31 травня 1975.
- Леннештадт, 6 лютого 1903 — 6 червня 1916.
- Людвігсбург, 21 грудня 1910 — 1 травня 1923.
- Магдебург, 1 липня 1951 — 31 жовтня 1970.
- Майнц, 19 травня 1946 — 12 лютого 1967.
- Мангейм, 1930—1931.
- Марбург, 19 травня 1951 — 5 жовтня 1968.
- Меттман, 26 серпня 1930 — 31 грудня 1954.
- Менхенгладбах, 18 травня 1952 — 16 червня 1973.
- Мінден, 19 грудня 1953 — 20 липня 1965.
- Моерс, 27 жовтня 1950 — 19 вересня 1968.
- Монгейм-на-Рейні, 31 травня 1904 — 5 листопада 1908.
- Мюнстер, 1 жовтня 1949 — 26 травня 1968.
- Мюнхен, 28 квітня 1948 — 28 квітня 1966.
- Нойвільд, 1 жовтня 1949 — 28 лютого 1963.
- Нойнкирхен, 1 серпня 1953 — 31 березня 1964.
- Нойс, 28 серпня 1948 — 31 грудня 1959.
- Нюрнберг, 15 листопада 1948 — 12 грудня 1962.
- Ольденбург, 26 вересня 1936 — 26 жовтня 1957.
- Оснабрюк, 2 грудня 1949 — 10 червня 1968.
- Офенбах-на-Майні, 14 липня 1951 — 26 вересня 1972.
- Пірмасенс, 25 листопада 1941 — 12 жовтня 1967.
- Потсдам, 1 жовтня 1949 — 2 лютого 1995.
- Пфорцгейм, 29 вересня 1951 — 1 жовтня 1969.
- Регенсбург, 18 березня 1953 — 17 травня 1963.
- Саарбрюкен, 12 листопада 1948 — 11 травня 1964.
- Трир, 20 січня 1940 — 27 травня 1970.
- Ульм, 14 травня 1947 — 23 жовтня 1963.
- Фельклінген, 12 листопада 1950 — 4 червня 1967.
- Фленсбург, 9 жовтня 1943 — 14 вересня 1957.
- Франкфурт-на-Майні, 6 січня 1944 — 17 жовтня 1959.
- Хайльбронн,
  - 16 січня 1911—1916;
  - 23 вересня 1951 — 30 грудня 1960.
- Хільдесхайм, 7 серпня 1943 — 30 травня 1969.
- Хойерсверда, 6 жовтня 1989 — 30 грудня 1994.
- Цвікау, 1 грудня 1938 — 30 серпня 1977.
- Еберсвальде,
  - 22 березня — червень 1901;
  - з 3 листопада 1940.
- Ельбенгероде, березень 1988 — лютий 1989.
- Ерфурт, 26 лютого 1948 — 7 листопада 1975.
- Еслінг-ам-Неккар, з 1 квітня 1944.
- Ессен,
  - 8 травня 1949 — 23 листопада 1959;
  - 28 травня 1983 — 24 вересня 1995.

### Норвегія
- Берген, з 24 лютого 1950.
- Драммен, 15 грудня 1909 — 10 червня 1967.
- Осло, 15 грудня 1940 — 15 лютого 1968.
- Ставангер, 26 жовтня 1947 — 12 січня 1963.

### Польща
- Валбжих, 27 жовтня 1944 — 30 червня 1973.
- Варшава,
  - 1 червня 1946 — 30 червня 1973;
  - 1 червня 1983 — 31 серпня 1995.
- Вроцлав, 16 березня 1912—1914.
- Гдиня, з 18 вересня 1943.

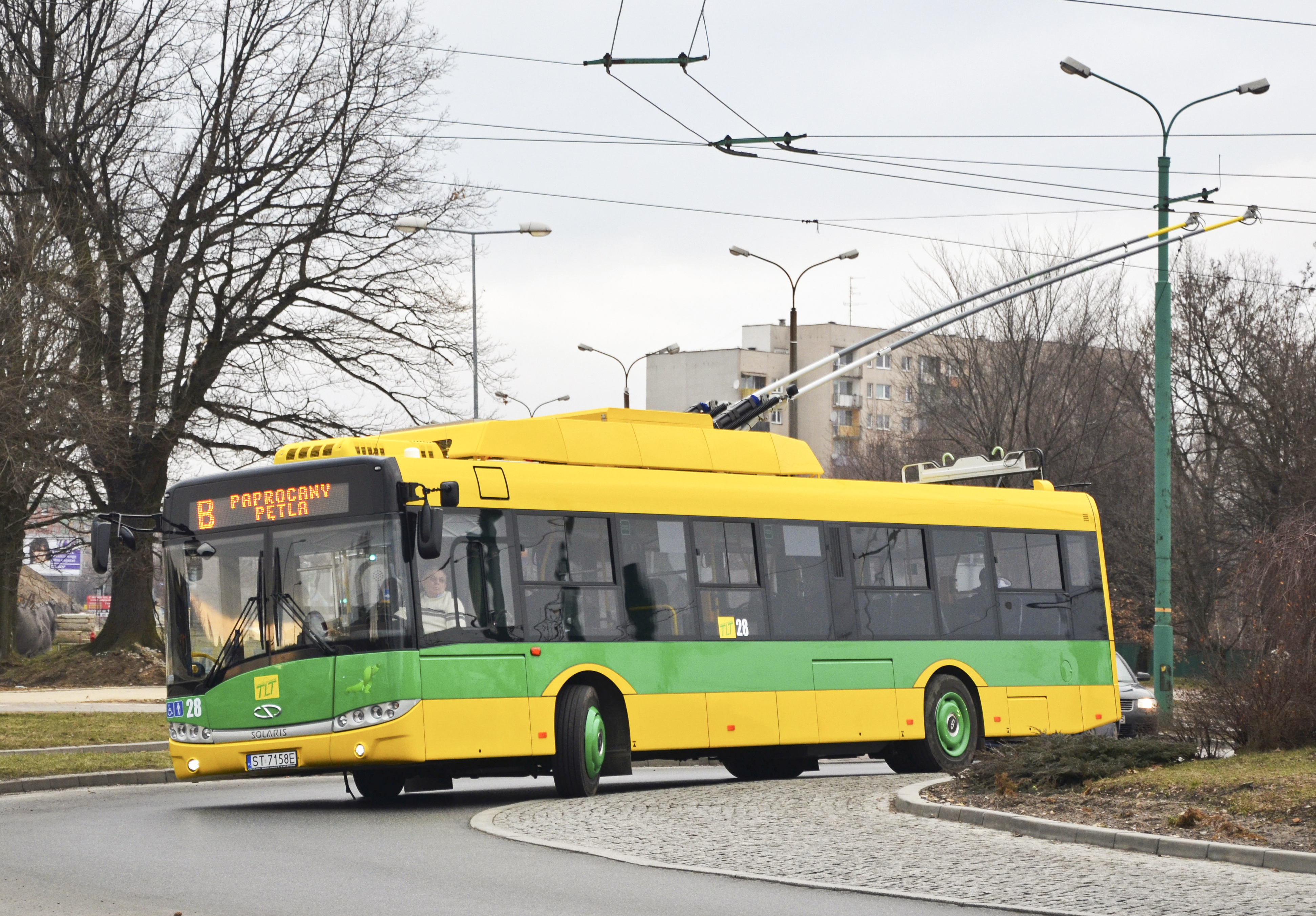
Тролейбус в Тихах

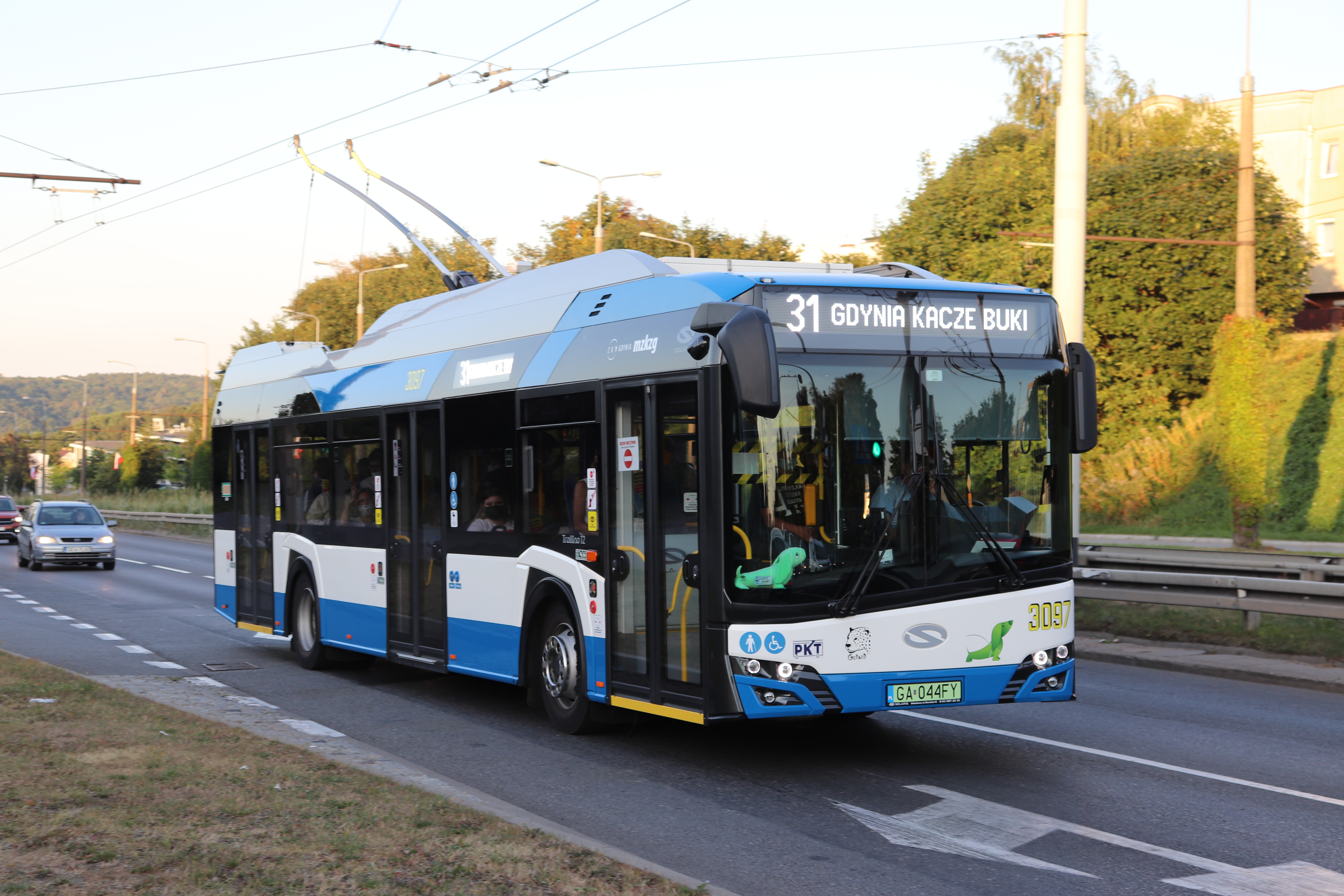
Гдинський тролейбус

- Гожув-Великопольський, липень 1943 — 30 січня 1945.
- Дембиця, 12 листопада 1988 — жовтня 1990.
- Легниця,
  - 10 листопада 1943 — січень 1945;
  - 15 вересня 1949—1953.
- Люблін, з 21 липня 1953.
- Ольштин, 1 вересня 1939 — 31 липня 1973.
- Познань, 12 лютого 1930 — 28 березня 1970.
- Слупськ, 22 липня 1985 — 17 вересня 1999.
- Тихи, з 1 жовтня 1982.

### Португалія
- Брага, 28 травня 1963 — 10 вересня 1979.
- Коїмбра, 16 серпня 1947 — 15 січня 2017;

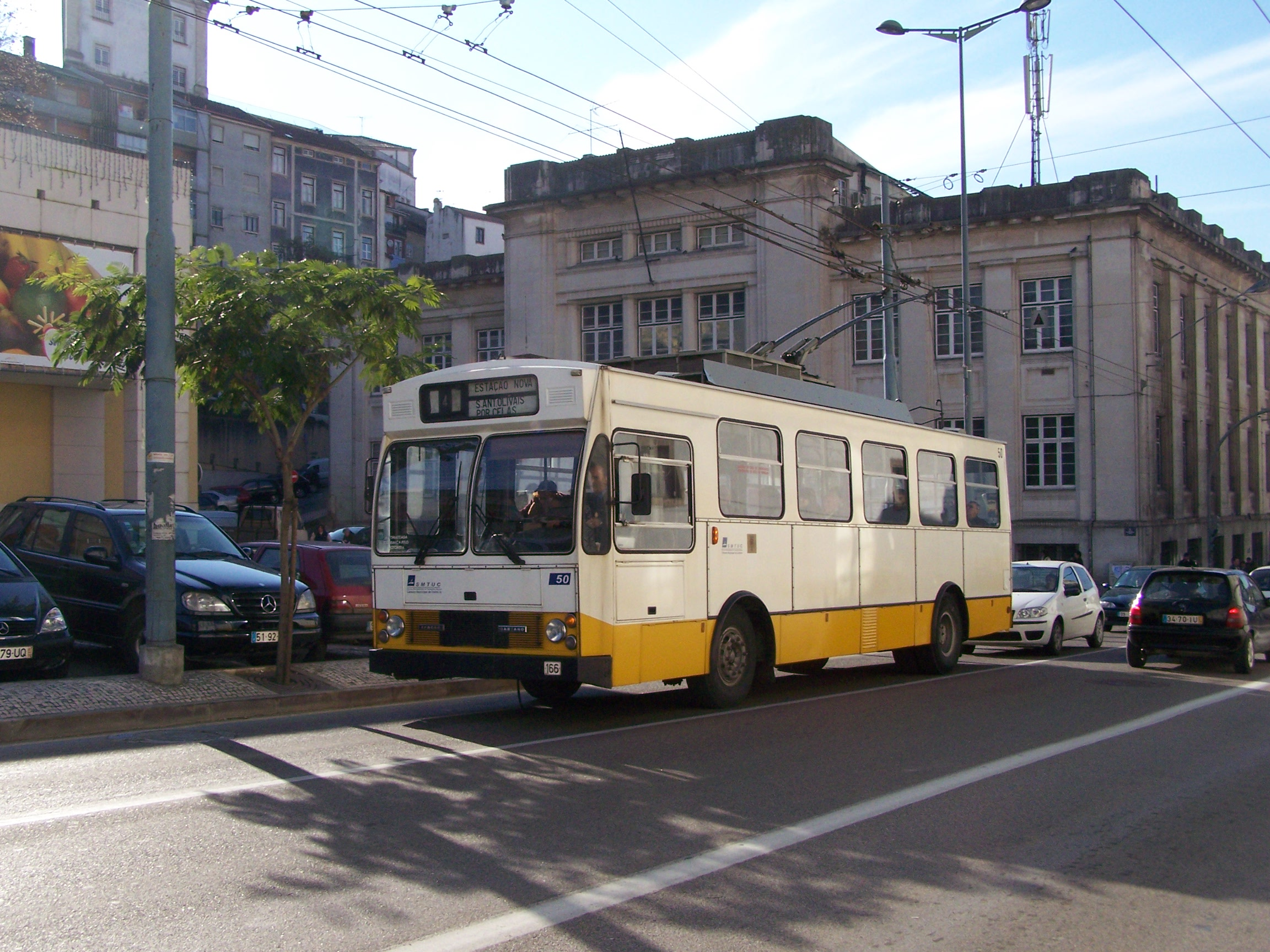
Тролейбус у Коїмбрі

- З 1 липня 2018. Тролейбус у Коїмбрі
- Порту, 1 січня 1959 — 27 грудня 1997.

### Росія
- Абакан, з 31 грудня 1980.
- Альметьєвськ, з 13 січня 1976.
- Армавір, з 16 червня 1973.
- Архангельськ,
  - 14 січня 1974 — 28 вересня 2006;
  - 1 грудня 2007 — 10 квітня 2008.
- Астрахань фото, 5 листопада 1967 — 30 жовтня 2017.
- Балаково, з 18 листопада 1967.
- Барнаул, з 19 жовтня 1973.
- Бєлгород, 3 грудня 1967 — 1 липня 2022. Також існувала приміська лінія Бєлгород — Майський, що з'єднала обласний центр з адміністративним центром Бєлгородського району (остаточно ліквідована у 2018 році).
- Березники, з 4 березня 1961.
- Благовєщенськ, 22 серпня 1979 — липень 2016.
- Братськ, з 1 лютого 1975.
- Брянськ фото, з 3 грудня 1960.
- Великий Новгород, з 1 грудня 1995.
- Видне , з 9 вересня 2000.
- Владивосток, з 29 січня 1965.
- Владикавказ, 1 лютого 1977 — 8 серпня 2010.
- Владимир, з 6 листопада 1952.
- Волгоград фото, з 31 грудня 1960.
- Волгодонськ, з 4 жовтня 1977.
- Вологда, з 30 грудня 1976.
- Воронеж фото, з 6 листопада 1960.
- Грозний, 31 грудня 1975 — грудня 1994. Система зруйнована в першу чеченську війну.
- Дзержинськ, з 15 квітня 1976.
- Єкатеринбург, з 17 жовтня 1943.
- Іваново, з 5 листопада 1962. Діє приміський маршрут Іваново — Кохма.
- Іжевськ, з 6 листопада 1968.
- Іркутськ фото, з 6 листопада 1970.
- Йошкар-Ола, з 5 листопада 1970.
- Казань, з 27 листопада 1948.
- Калінінград (Кенігсберг) фото,
  - 1943—1945, зруйнована під час війни, не відновлювалася;
  - з 5 листопада 1975.
- Калуга, з 30 березня 1956.
- Каменськ-Уральський, 6 листопада 1956 — 5 березня 2015.
- Качканар, 11 жовтня 1972 — грудень 1985.
- Кемерово, з 25 вересня 1970.
- Кіров, з 8 листопада 1943.
- Ковров, з 10 березня 1975.
- Кострома, з 10 січня 1974.
- Краснодар, з 28 червня 1950.
- Красноярськ, з 5 листопада 1959.
- Курган, 24 листопада 1965 — 29 квітня 2015.
- Курськ, з 18 серпня 1972.
- Ленінськ-Кузнецький, з 11 січня 1984.
- Липецьк, 1 лютого 1972 — 15 серпня 2017.
- Майкоп, з 29 листопада 1974.
- Махачкала, з 3 лютого 1973.
- Міас, з 1 лютого 1985.
- Москва , 15 листопада 1933 — 25 серпня 2020
- Мурманськ фото, з 11 лютого 1962.
- Нальчик, з 22 листопада 1980. Діє ранковий приміський маршрут Нальчик — Адіюх.
- Нижній Новгород фото, з 27 червня 1947.
- Новокузнецьк, з 6 січня 1978.
- Новокуйбишевськ, з 4 січня 1986.
- Новоросійськ, з 1 квітня 1969.
- Новосибірськ, з 7 листопада 1957.
- Новочебоксарск, з 2 листопада 1979.
- Омськ, з 5 листопада 1955.
- Оренбург, з 28 квітня 1953.
- Орел, з 28 жовтня 1968.
- Пенза, з 4 листопада 1948.
- Перм, 5 листопада 1960 — 30 червня 2019.
- Петрозаводськ фото, з 5 вересня 1961.
- Подольськ, з 1 травня 2001.
- Ростов-на-Дону, з 18 березня 1936.
- Рубцовськ, з 28 грудня 1973.
- Рибінськ, з 14 грудня 1976.
- Рязань фото, з 13 листопада 1949.
- Самара, з 7 листопада 1942.
- Санкт-Петербург фото, з 21 жовтня 1936.
- Саранськ, з 29 січня 1966.
- Саратов фото, з 6 листопада 1952. З 1966 по 2004 існувала міжміська лінія «Саратов — Енгельс».
- Смоленськ, з 8 квітня 1991.
- Ставрополь, з 24 липня 1964.
- Стерлітамак, з 24 лютого 1961.
- Сизрань, з 1 вересня 2002 — 1 листопада 2009.
- Таганрог, з 25 грудня 1977.
- Тамбов, з 6 листопада 1955.
- Твер, 5 травня 1967 — 13 квітня 2020.
- Тольятті, з 21 січня 1966.
- Томськ фото, з 7 листопада 1967.
- Тула фото, з 3 листопада 1962.
- Тюмень, 12 червня 1970 — 5 жовтня 2009.
- Ульяновськ, з 31 грудня 1973.
- Уфа, з 27 січня 1962.
- Хабаровськ, з 17 січня 1975.
- Хімки, з 24 квітня 1997. З 2001 року існує і міжміська лінія «Хімки — Москва».
- Чебоксари, з 7 листопада 1964.
- Челябінськ фото, з 22 листопада 1942.
- Черкеськ, з 19 грудня 1988.
- Черняховськ (Інстербург), з 27 листопада 1936 по 1945, зруйнований під час війни, не відновлювався.
- Чита, з 30 грудня 1970.
- Шахти, 30 вересня 1975 — жовтень 2007
- Енгельс, з 1964.
- Ярославль, з 7 листопада 1949.

### Румунія

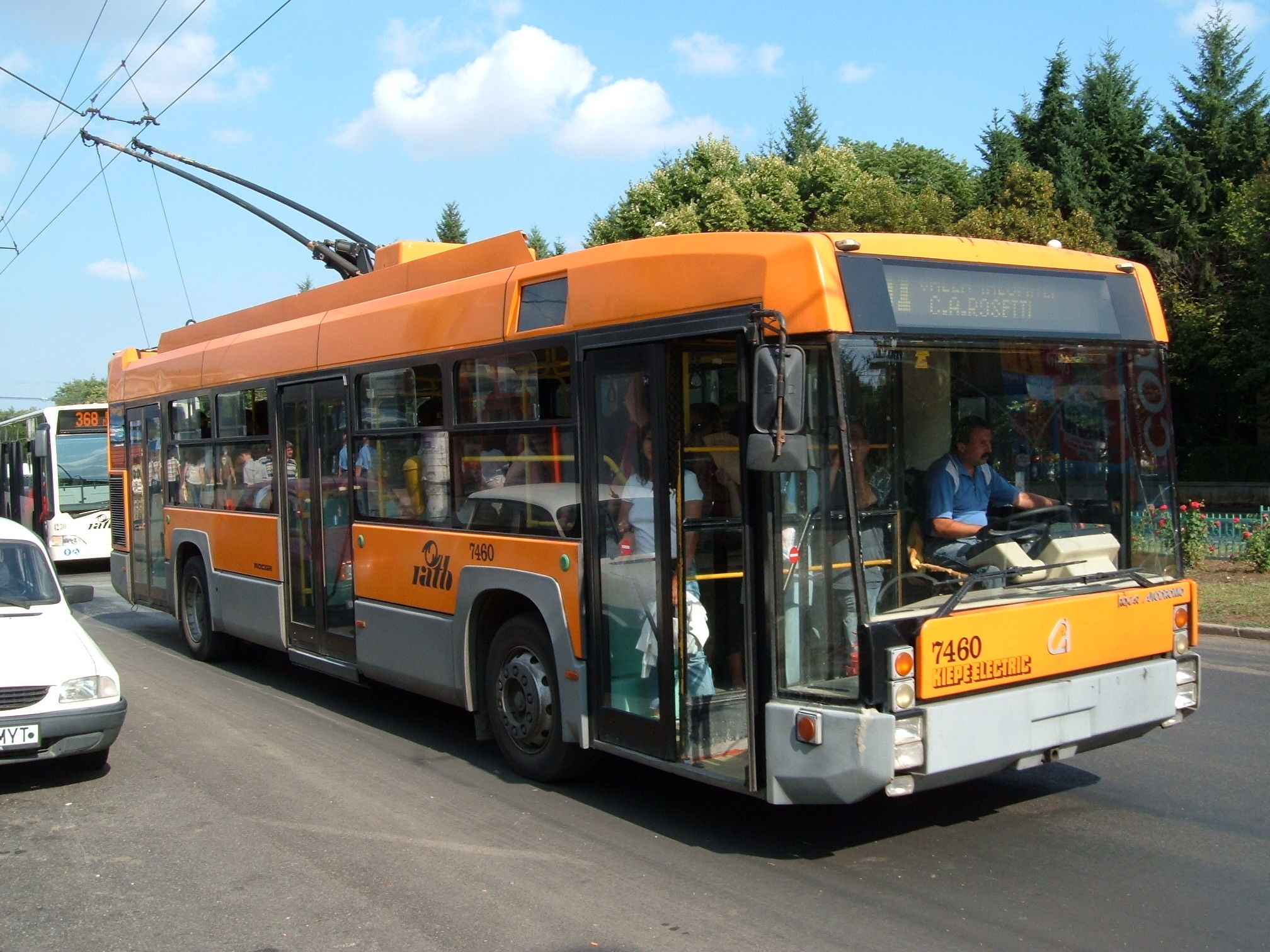
Тролейбус в Бухаресті

- Бая-Маре, з 16 лютого 1996.
- Брашов, з 1 травня 1959.
- Бреїла, 23 серпня 1989—1999.
- Бухарест, з 10 листопада 1949. Тролейбус в Бухаресті
- Васлуй, 1 травня 1994 — 7 липня 2009 та у 2016. Рух відновлено 4 серпня 2023.
- Галац, з 23 серпня 1989.
- Клуж-Напока, з 7 листопада 1959.
- Констанца,
  - 1941—1944;
  - 5 липня 1959 — 3 грудня 2010.
- Медіаш, з 22 серпня 1989.
- Плоєшті, з 1 вересня 1997.
- П'ятра-Нямц, 22 грудня 1995 — 23 вересня 2019.
- Сату-Маре, 15 листопада 1994—2005.
- Сібіу,
  - 3 серпня 1904 — 18 жовтня 1904;
  - 17 серпня 1983 — 15 листопада 2009.
- Слатіна, 30 травня 1996 — 1 січня 2006.
- Сучава, 15 серпня 1987 — 3 квітня 2006.
- Тімішоара, з 15 листопада 1942.
- Тирговіште, 4 січня 1995 — 1 вересня 2005 року.
- Тиргу-Жіу, з 20 червня 1995.
- Ясси, 1 травня 1985—2005.

### Сербія
- Белград, з 22 червня 1947.

### Словаччина

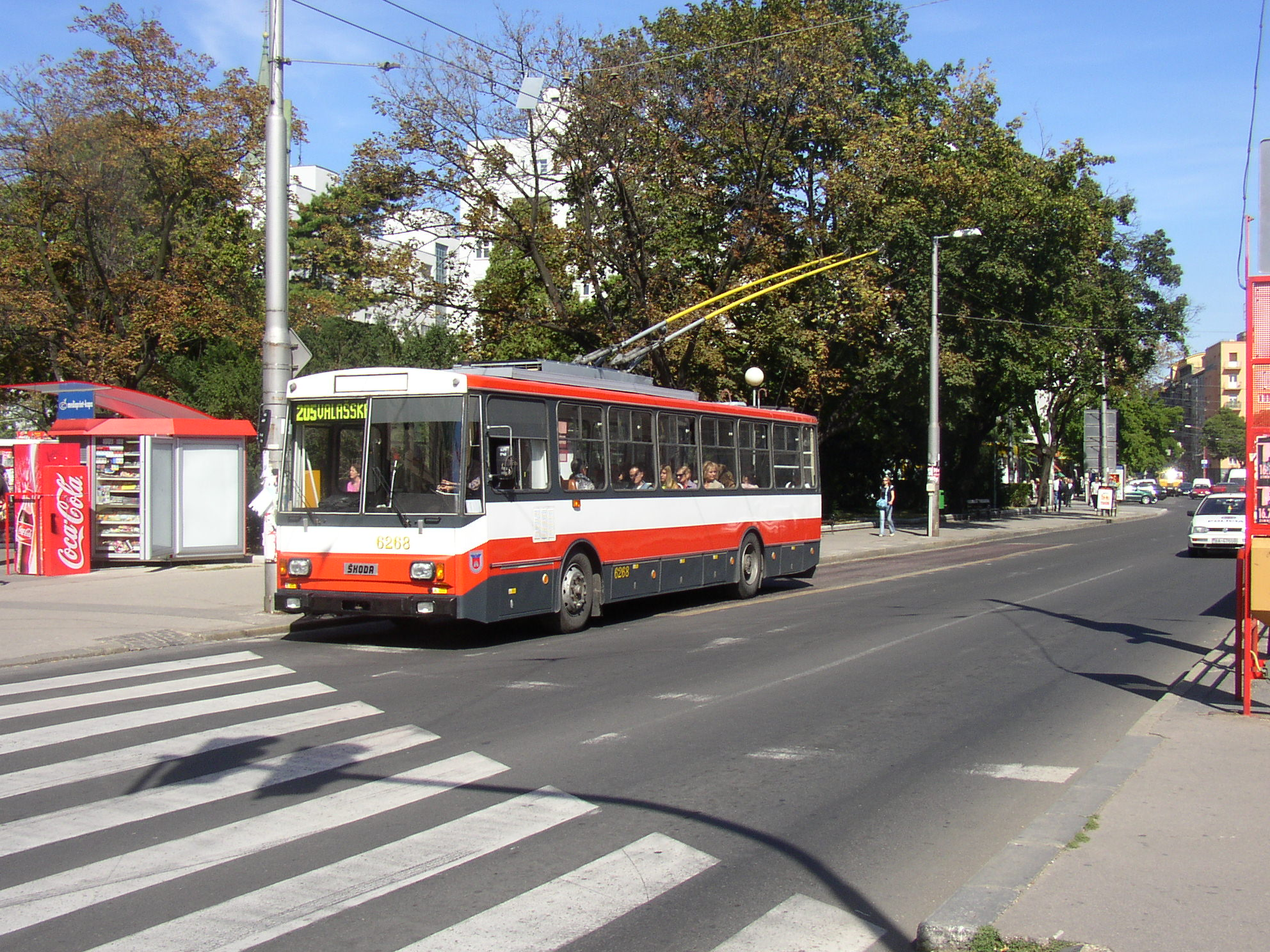
Тролейбус в Братиславі

- Банська-Бистриця
  - 24 серпня 1989 — 31 грудня 2005,
  - З 9 листопада 2007.
- Братислава Тролейбус в Братиславі
  - 19 липня 1909—1915;
  - З 31 липня 1941.
- Жиліна, з 17 листопада 1994.
- Кошице, з 27 вересня 1993.
- Попрад, 2 серпня 1904—1907.
- Прешов, з 13 травня 1962.

### Словенія
- Любляна, 1954 — 4 вересня 1971.
- Піран, 24 жовтня 1909 — 19 липня 1913.

### Угорщина
- Будапешт,
  - 16 грудня 1933 — 21 вересня 1944;
  - з 21 грудня 1949.
- Дебрецен, з 2 липня 1985.
- Сегед, з 1 травня 1979.

### Фінляндія
- Тампере, 8 грудня 1948 — 15 травня 1976.
- Гельсінкі,
  - 5 лютого 1949 — 14 червня 1974;
  - 17 квітня 1979 — 30 жовтня 1985.

### Франція
- Ам'єн, 1946 — лютий 1963.
- Бельфор, 4 липня 1952 — 1 серпня 1972.
- Бетюн, 1898—1904.
- Бордо, травень 1940—1954.
- Брест, 29 липня 1947—1970.
- Гавр, 1 серпня 1947 — 28 грудня 1970.
- Гренобль, 29 липня 1947 — 24 червня 1999.
- Діжон, 7 січня 1950 — 30 березня 1966.
- Ле-Ман, 13 листопада 1947—1969.
- Лер, 1910—1965.
- Лімож, з 14 липня 1943.
- Ліон,
  - 1901 — 10 вересня 1907;
  - з 4 вересня 1935.
- Марсель,
  - 13 червня 1903 — 1 вересня 1905;
  - 19 вересня 1927 — 25 червня 2004.
- Мец, 14 вересня 1947 — 30 квітня 1966.
- Модан, 20 серпня 1923 — червень 1940.
- Монтобан, січень 1903—1904.
- Моут, 15 квітня 1930 — березень 1965.
- Мюлуз,
  - 9 жовтня 1908 — 14 липня 1918;
  - 5 липня 1946—1968.
- Нім, 10 липня 1924 — 31 грудня 1927.
- Ніцца, 30 квітня 1942 — 12 вересня 1970.
- Париж,
  - 1912—1914;
  - 7 квітня 1925 — 8 липня 1935;
  - 8 січня 1943 — 31 березня 1966.
- Перпіньян, 21 вересня 1952 — червень 1968.
- Пуатьє, 9 серпня 1943 — 3 березня 1965.
- Руан, 22 січня 1933 — 26 червня 1970.
- Сен-Мало, 10 липня 1948 — 30 вересня 1959.
- Сент-Етьєн, з 1 січня 1942.
- Страсбург, 27 травня 1939 — 31 березня 1962.
- Тулон, 17 травня 1949 — 19 лютого 1973.
- Тур, 5 жовтня 1947 — 29 червня 1968.
- Фонтенбло, 15 липня 1901—1913.
- Форбах, 19 травня 1951 — 1 листопада 1969.
- Шамбері, 6 жовтня 1930 — червень 1940.
- Шарбоньєр-ле-Бейн, 1901 — 10 вересня 1907.

### Хорватія
- Рієка, серпень 1952—1971.
- Спліт, 1944—1972.

### Чехія
- Брно, з 30 липня 1949.
- Градец-Кралове, з 2 травня 1949. Тролейбус в Градец-Кралове
- Дечин, 6 січня 1950 — 14 грудня 1973.
- Злін, з 27 січня 1944.
- Їглава, з 19 грудня 1948.
- Їрков, 19хх — 19хх
- Литвинов, 6 грудня 1946 — 31 січня 1959.

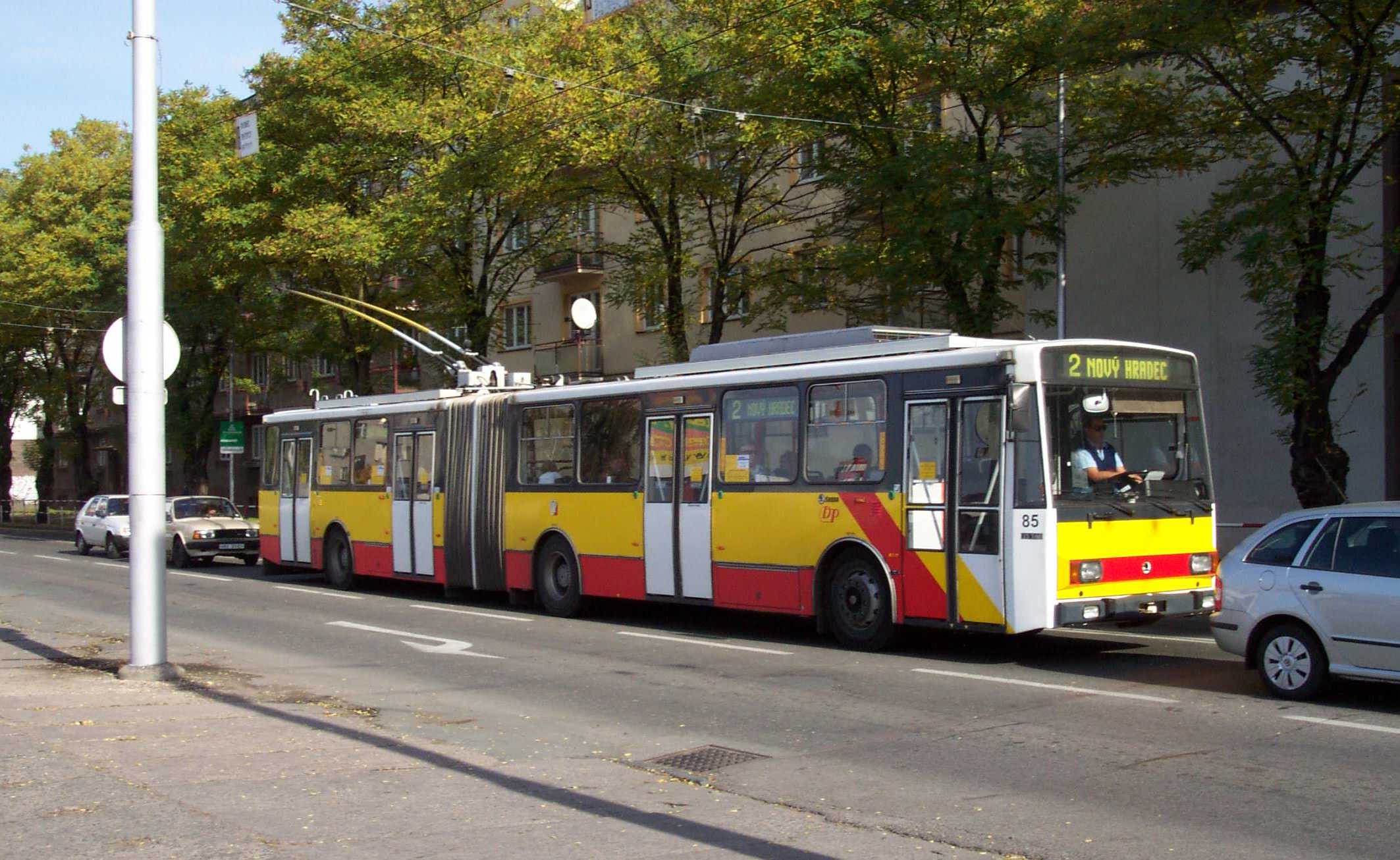
Тролейбус в Градец-Кралове

- Маріанське-Лазне, з 27 квітня 1952. Тролейбус Маріанських Лазень
- Міст, 6 грудня 1946 — 31 січня 1959.
- Опава, з 24 серпня 1952.
- Острава, з 9 травня 1952.

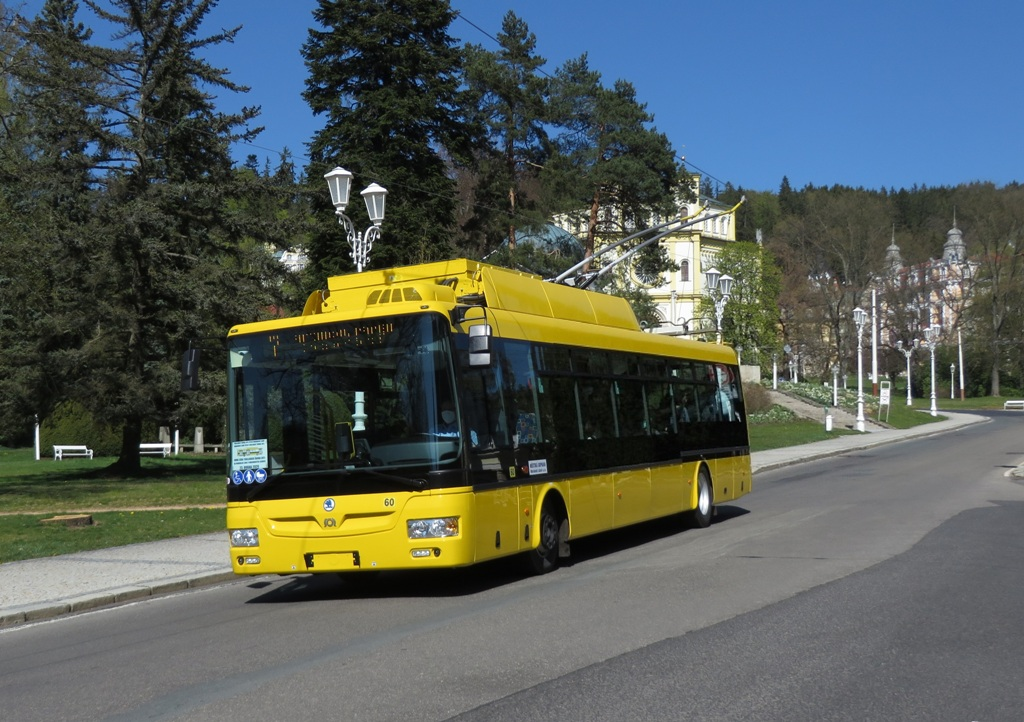
Тролейбус Маріанських Лазень

- Острів-над-Огржи, технологічна лінія 1963 — 28 липня 2004.
- Отроковице, 19хх — 19хх.
- Пардубиці, з 21 січня 1952.
- Пльзень, з 9 квітня 1941.
- Прага, 28 серпня 1936 — 16 жовтня 1972;
  - З 15 жовтня 2017.
- Теплиці, з 1 травня 1952.
- Усті-над-Лабем, з 1 липня 1988.
- Хомутов, з 29 травня 1995.
- Чеське-Будейовице,
  - 4 жовтня 1909—1914;
  - 28 жовтня 1948 — 24 вересня 1971;
  - з 1 травня 1991.
- Чеське-Веленице, 16 липня 1907 — 14 липня 1916.

### Швейцарія
- Альтштаттен, 8 вересня 1940 — 21 травня 1977.
- Базель, 31 липня 1941 — 30 червня 2008.
- Берн, з 29 жовтня 1940.
- Біль, з 19 жовтня 1940.
- Вільнев, 17 грудня 1900—1903. З 18 квітня 1957 функціонує як частина системи Монтре.
- Вінтертур, з 28 грудня 1938.
- Женева, з 11 вересня 1942.
- Лез-О-Женеве, 1 вересня 1948 — 14 квітня 1984.
- Лозанна, з 2 жовтня 1932.
- Лугано, 25 квітня 1954 — 30 червня 2001.
- Люцерн, з 7 грудня 1941.
- Монтре, з 18 квітня 1957.
- Мюлеберг, 1918—1922.
- Невшатель, з 16 лютого 1940.
- Санкт-Галлен, з 18 липня 1950.
- Тун, 19 серпня 1952 — 13 березня 1982.
- Фрібур,
  - 4 січня 1912 — 21 травня 1932;
  - з 1 лютого 1949.
- Цюрих, з 27 травня 1939.
- Шаффхаузен, з 24 вересня 1966.
- Шо-де-Фон, 23 грудня 1949 — 20 березня 2014.

### Швеція
- Гетеборг, 2 жовтня 1940 — 14 листопада 1964.
- Вестерос, 11 листопада 1938—1948.
- Ландскруна, з 27 вересня 2003. Тролейбус в Ландскруна

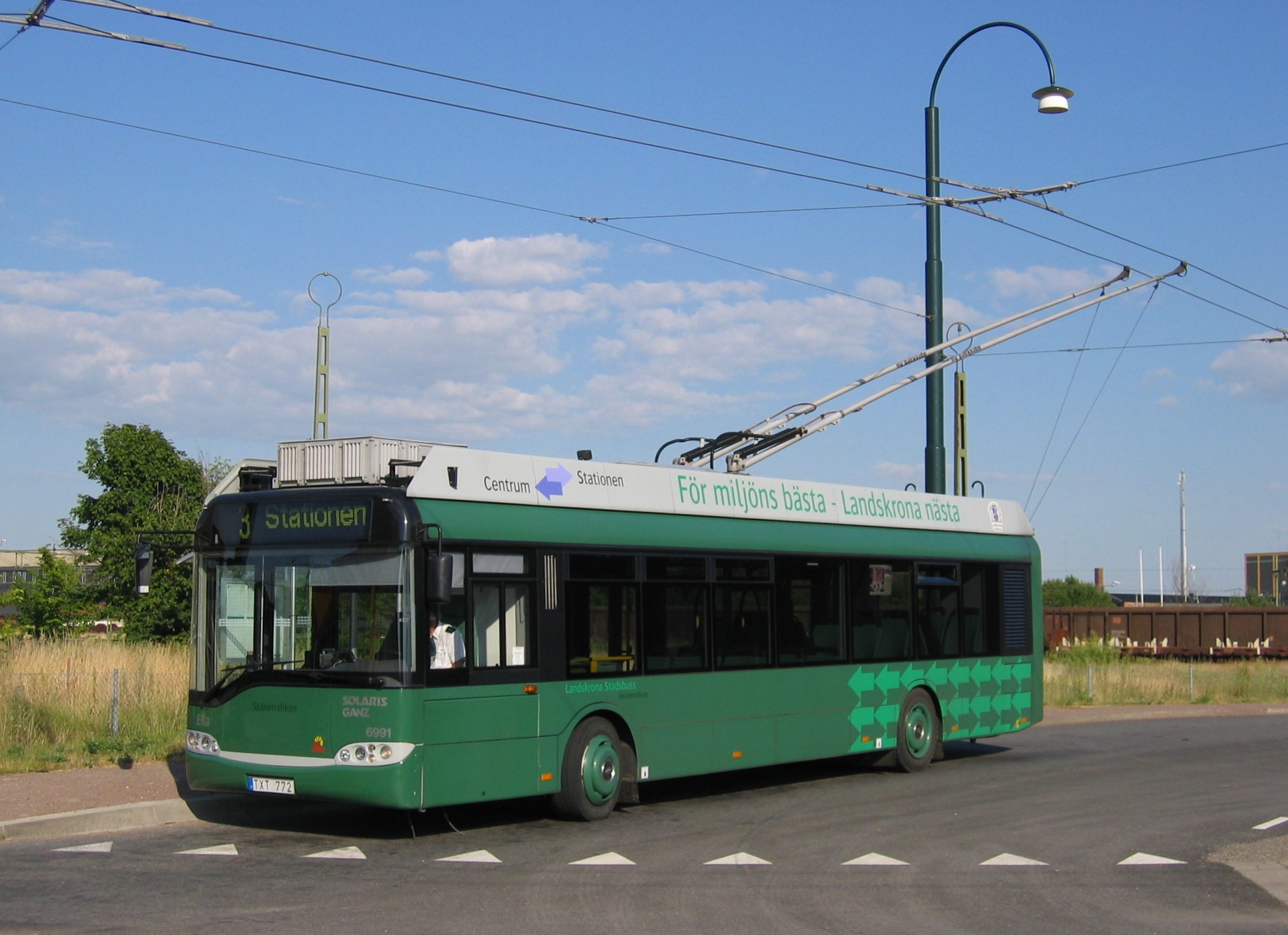
Тролейбус в Ландскруна

- Стокгольм, 20 січня 1941 — 30 серпня 1964.

## Азія

### Азербайджан
- Баку, 5 грудня 1941 — липень 2006.
- Гянджа, 1 травня 1955 — осінь 2004.
- Мінгечаур, 15 квітня 1989 — квітень 2006.
- Нахічевань, 3 листопада 1986 — Квітень 2004.
- Сумгаїт, 28 квітня 1961 — 1 січня 2006.

### Афганістан
- Кабул, 9 лютого 1979—1993.

### В'єтнам
- Ханой, 2 вересня 1986 — 15 липня 1993.

### Вірменія
- Гюмрі, 29 листопада 1962—2005.
- Єреван, з 16 серпня 1949.

### Грузія

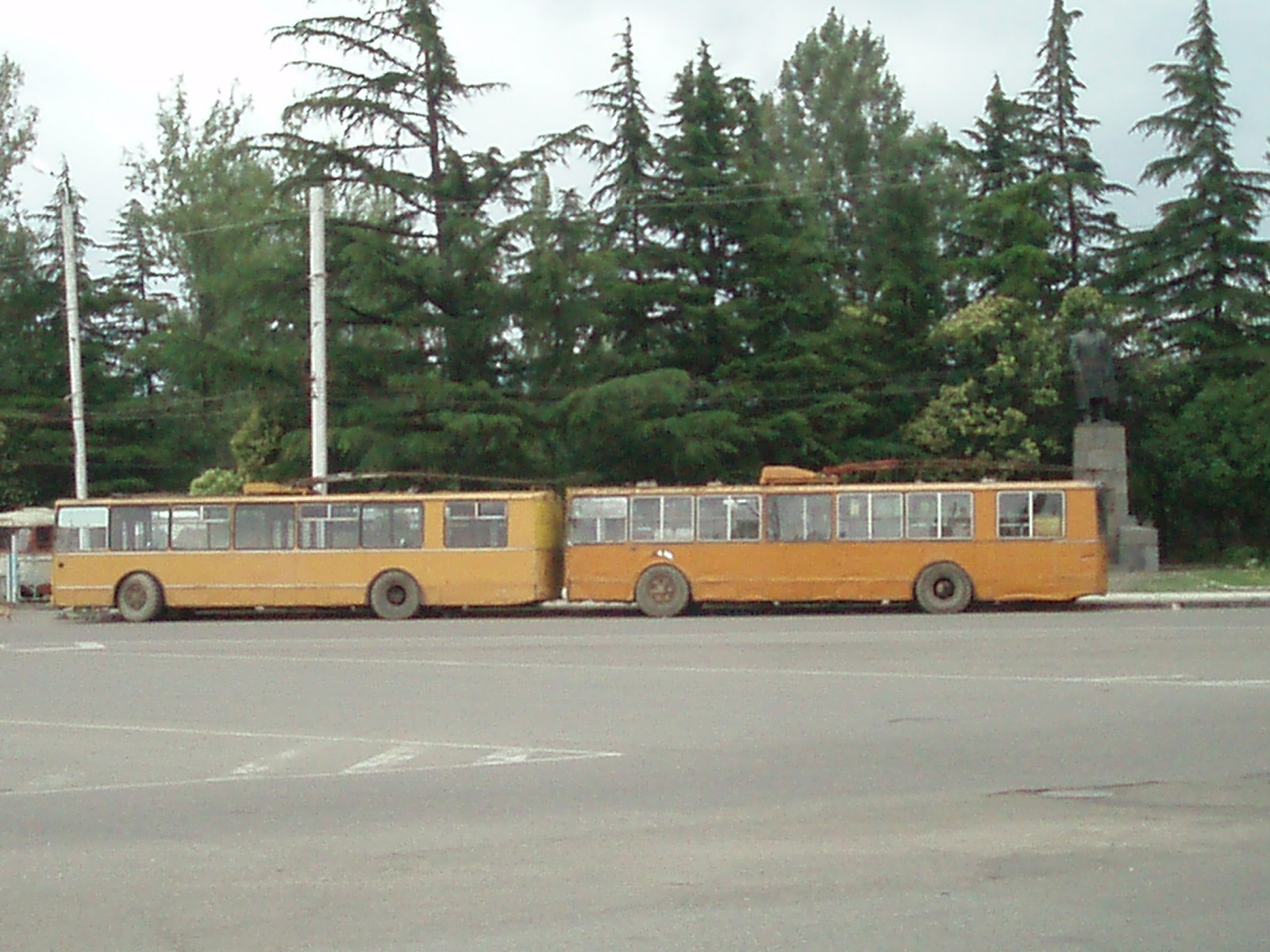
Кутаїсі

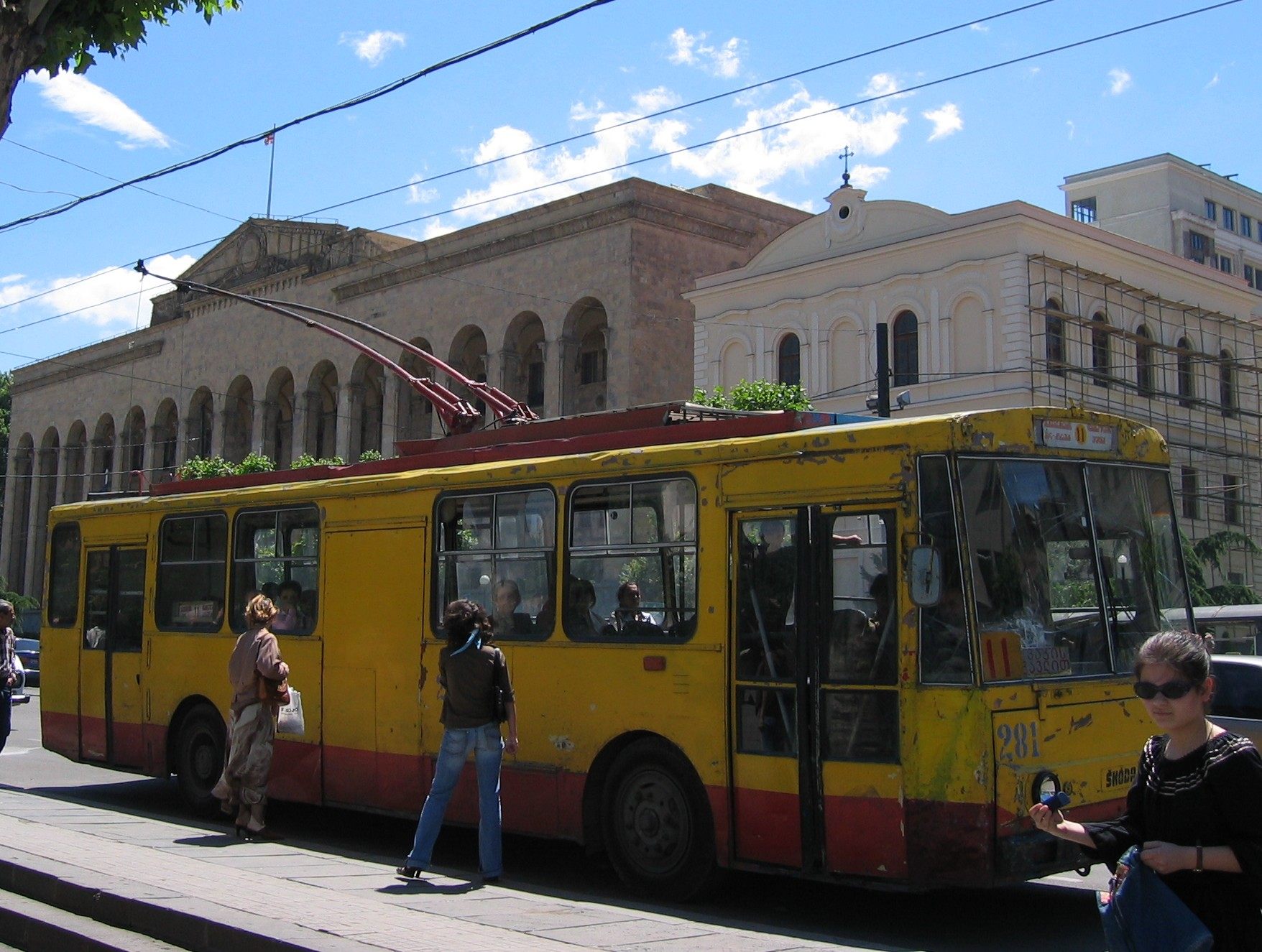
Тбілісі

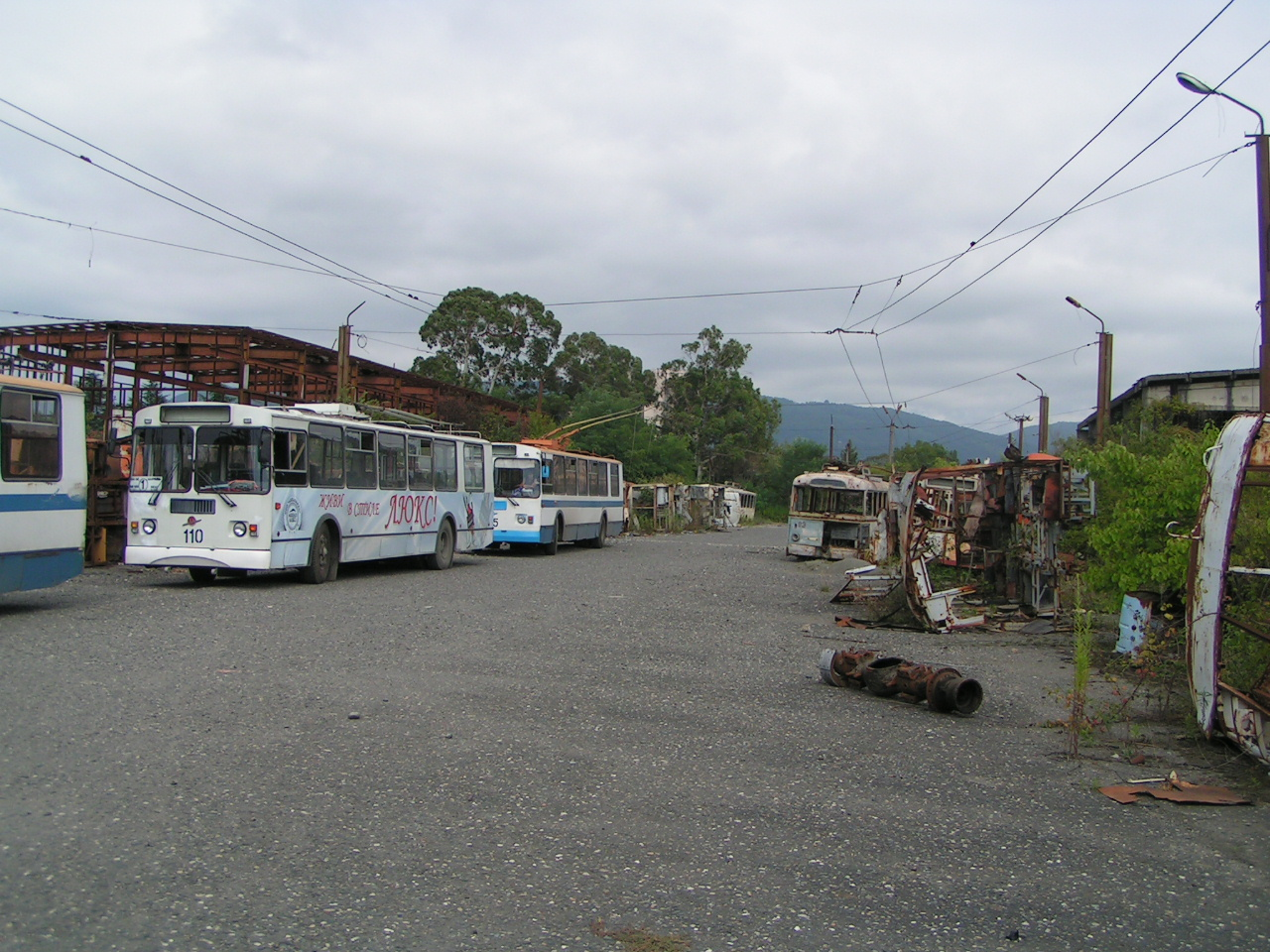
Сухумі

- Батумі, 6 листопада 1978 — 2005.
- Горі, 30 квітня 1972 — квітень 2010.
- Зугдіді, 25 лютого 1986 — 1992, 1994 — червень 2009.
- Кутаїсі, 11 вересня 1949 — 14 січня 2007, з листопада 2007 — літо 2009.
- Озургеті, 27 листопада 1980 — квітень 2006.
- Поті, 9 травня 1981 — 1992, 1995 — 2005.
- Руставі, 16 лютого 1971 — 24 жовтня 2009.
- Самтредія, 28 серпня 1982 — 2003.
- Тбілісі, 21 квітня 1937 — 4 грудня 2006.
- Чиатура, 7 листопада 1967 — 2008. Існувала міжміська лінія «Чиатура — Сачхере».
- Сухум, 3 січня 1968 — серпень 1992, відновлено з квітня 1994.

#### Південна Осетія
- Цхінвалі, 25 червня 1982 — грудень 1990.

### Індія
- Делі, 1935—1962.
- Калькутта, 1 січня 1977—1982.
- Мумбаї, 11 червня 1962 — 24 березня 1971.

### Іран
- Тегеран, з 14 вересня 1992.

### Казахстан
- Актобе, 11 серпня 1982 — липень 2013.
- Алма-Ата, з 20 квітня 1944.
- Астана, 18 січня 1983 — 1 жовтня 2008.
- Атирау, 4 вересня 1996 — 29 квітня 1999.
- Караганда, 30 травня 1967 — 20 квітня 2010.
- Костанай, 2 січня 1990—2005.
- Нова Бухтарма, грудень 1974—1980.
- Петропавловськ, 20 грудня 1971 — 1 червня 2014.
- Тараз, 10 квітня 1980 — 31 грудня 2013.
- Шимкент, з 11 січня 1969 — жовтень 2005.

### Киргизстан
- Бішкек, з 13 січня 1951.
- Нарин, з 13 грудня 1994. Рух кілька разів зупинявся на декілька місяців (останній раз травень-вересень 2008).
- Ош, з 1 листопада 1977.

### Китай
- Аншане, 1 січня 1975 — 25 жовтня 1999.
- Баодін, з 29 грудня 2018
- Бенсі, 1 липня 1960 — червень 2002.
- Гірін, 1 жовтня 1960—2000.
- Гуанчжоу, з 30 вересня 1960.
- Далянь, з 1 жовтня 1960.
- Ілінь, 1 жовтня 1960—2000.
- Ланьчжоу, 1 січня 1960 — 6 травня 2008.
- Лоян, з 1 жовтня 1984.
- Нанкін, 1 серпня 1960—1996.
- Наньчан, 1 липня 1971 — 20 червня 2009.
- Пекін, з 26 лютого 1957. Тролейбус в Пекіні
- Сіань, 1 жовтня 1959 — 14 січня 2009.
- Тайюань, з 1 травня 1960.
- Тяньцзінь, 1 липня 1951 — квітня 1997.
- Ухань, з 20 вересня 1958.
- Фучжоу, 28 вересня 1983 — 14 березня 2001.
- Ханчжоу, з 26 квітня 1961.
- Харбін, 31 грудня 1958 — 26 червня 2008.
- Цзинань, з 1 січня 1977.
- Циндао, з 25 жовтня 1960.
- Ціцікар, січень 1959—2002.
- Чанчунь, 1 липня 1960 — червень 2002.
- Чженчжоу, 1 травня 1979 — 15 січня 2010.
- Чунцин, 24 грудня 1955 — 23 травня 2004.
- Ченду, 1 січня 1962 — 10 січня 1996.
- Шанхай, з 15 листопада 1914.

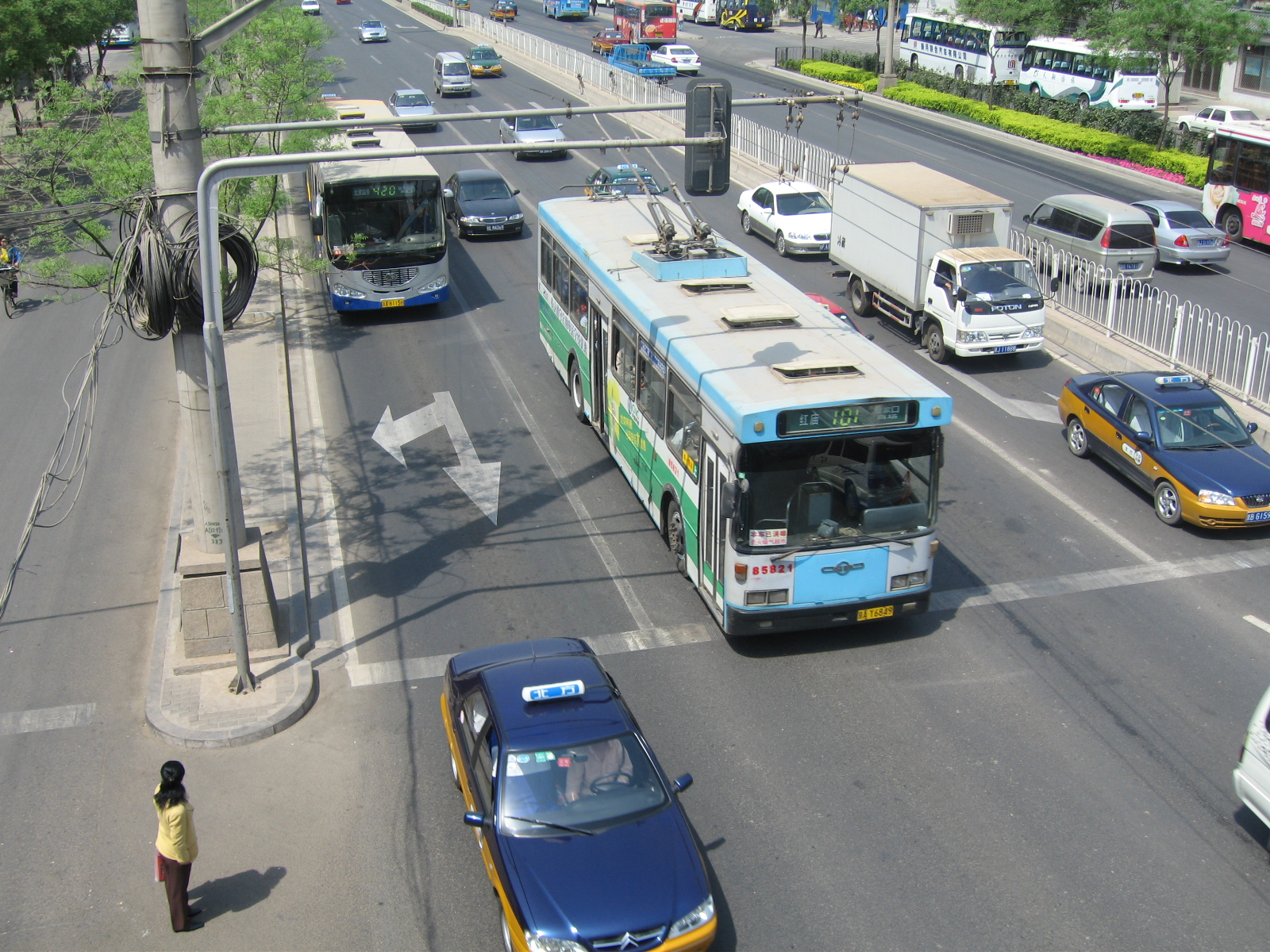
Тролейбус в Пекіні

- Шеньян, 1 листопада 1951 — 20 червня 1999.

### КНДР
- Анджи, з 1987.
- Вонсан, з 8 вересня 1988.
- Канге, з 17 квітня 1992.
- Капсан, з 12 жовтня 1994.
- Кім-Чхек, з 17 травня 1985.
- Ковон, з липня 1979.
- Мархун, з 10 квітня 1986.
- Нампхо, 1982 — ~ 2009.
- Онсон, з 15 січня 1996.
- Пхенсон, з 4 серпня 1983.
- Пхеньян, з 30 квітня 1962.
- Ренде, з 10 червня 1993.
- Рендун, з 4 листопада 1983.
- Санвон, з 29 березня 1995.
- Сінийджу, з 1978.
- Соннім, з 1993.
- Сончхон, з 1989.
- Токчхон, з 27 квітня 1990.
- Унхун, з серпня 1988.
- хедж, з квітня 1986.
- Хамхин, з квітня 1976.
- Чхонджін, з 20 жовтня 1970.

### Малайзія
- Пенанг, 1924 — 31 липня 1961.

### Монголія
- Улан-Батор, з 29 жовтня 1987.

### М'янма
- Рангун, 17 серпня 1936—1942.

### Непал
- Катманду, 28 грудня 1975 — 21 липня 2006.

### Сингапур
- Сінгапур, 14 серпня 1926 — 16 грудня 1962.

### Таджикистан
- Душанбе, з 2 травня 1955.
- Худжанд, 3 листопада 1970 — 15 травня 2008, 15 (?) Серпня 2009 — осінь 2010. Починаючи з ~2006 рух постійно переривався через відсутність струму. Офіційно система закрита у квітні 2013[1].

### Туркменістан
- Ашгабад, 19 жовтня 1964 — 1 січня 2012

### Туреччина
- Анкара, 1947—1981.
- Ізмір, липень 1954 — вересень 1992.
- Малатья, з 11 березня 2015.
- Стамбул, 1961 — 14 липня 1984.
- Шанлиурфа, з 16 жовтня 2018.

### Узбекистан
- Алмалик, 20 грудня 1967 — середина лютого 2009, травень 2009 (3 дні) (рух закрито через аварію на підстанції).
- Андижан, 29 квітня 1970 — червень 2002.
- Бухара, 1 грудня 1987—2005.
- Джизак, 26 серпня 1997 — 3 січня 2010.
- Наманган, 4 квітня 1973 — 3 січня 2010. В ~ 2001—2010 працювала міжміський лінія «Наманган — Туракурган».
- Нукус, 14 грудня 1991 — липень 2007.
- Самарканд, 20 грудня 1957—2005.
- Ташкент, 7 листопада 1947 — 30 квітня 2010.
- Ургенч, з 20 жовтня 1997. Діє міжміська лінія «Ургенч — Хіва».
- Фергана, 23 лютого 1971 — вересень 1999, березень 2002 — липень 2003. У 1979 — вересні 1999 (?) Діяла міжміський лінія «Фергана — Маргилан»

### Філіппіни
- Маніла, лютий 1929 — грудень 1941.

### Шрі-Ланка
- Коломбо, 22 липня 1953 — 1 грудня 1964.

### Японія
- Йокогама, 16 липня 1959 — 31 березня 1972.
- Кавасакі, 1 березня 1951 — 30 квітня 1967.
- Кіото, 1 квітня 1932 — 30 вересня 1969.
- Куробе, з 1 серпня 1964 (від залізничної станції Огісава в м. Оматі до греблі Куробе, тунельна та наземна ділянки).
- Нагоя, 10 травня 1943 — 15 січня 1951.
- Осака, 1 вересня 1953 — 14 червня 1970.
- Татеяма, з 23 квітня 1996 (траса повністю в тунелі). Тролейбус в тунелі
- Токіо, 20 травня 1952 — 29 вересня 1968.

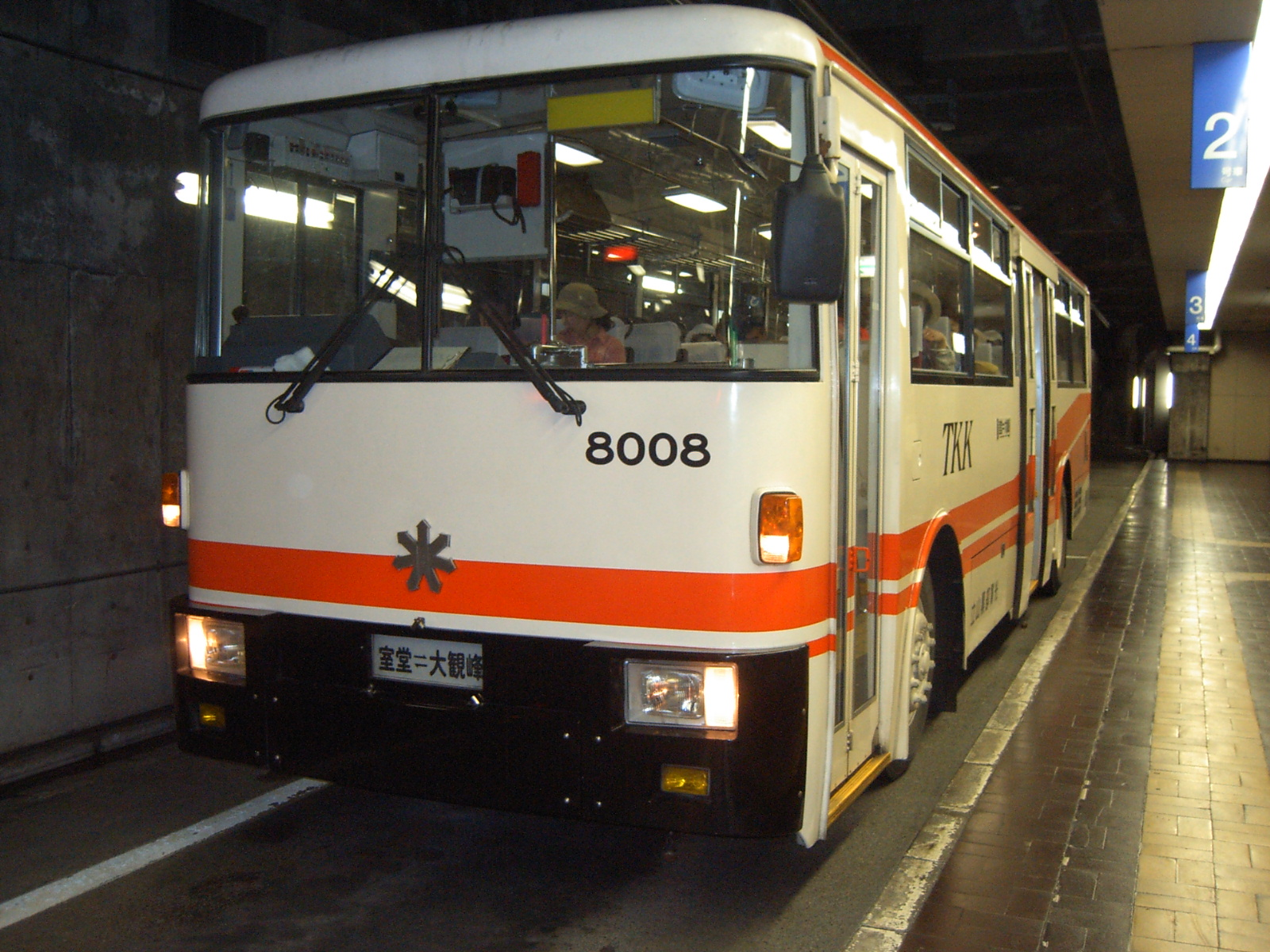
Тролейбус в тунелі

- Хібарігаока, 1 серпня 1928 — 31 березня 1932.

## Африка

### Алжир
- Алжир, 1 липня 1934—1974.
- Костянтина, 1921—1963.
- Оран, 17 травня 1939—1969.

### Єгипет
- Каїр, 1950 — жовтень 1981.

### Марокко
- Касабланка, 1932 — травень 1972.
- Марракеш, з 29 вересня 2017.
- Тетуан, квітень 1950 — листопад 1975.

### ПАР
- Блумфонтейн, 16 грудня 1915 — жовтень 1937.
- Боксбурн, 25 березня 1914 — 10 жовтня 1925.
- Гермістон, 19 серпня 1914—1918.
- Дурбан, 24 лютого 1935 — 11 квітня 1964.
- Йоганнесбург, 26 серпня 1936 — 28 листопада 1986.
- Кейптаун, 21 грудня 1935 — 28 лютого 1964.
- Преторія, 1 липня 1938 — 22 лютого 1972.

### Туніс
- Туніс, жовтень 1954—1970.

## Північна Америка

### Канада
- Ванкувер, з 16 серпня 1948.
- Вікторія, 19 листопада 1945 — 30 листопада 1945.
- Віндзор, 5 травня 1922 — листопад 1926.
- Вінніпег, 21 листопада 1938 — 30 жовтня 1970.
- Галіфакс, 27 березня 1949 — 31 грудня 1969.
- Гамільтон, 10 грудня 1950 — 31 грудня 1992.
- Калгарі, 1 червня 1947 — 8 березня 1975.
- Корнуолл, 8 червня 1949 — 31 травня 1970.
- Китченер, 1 січня 1947 — 26 березня 1973.
- Монреаль, 29 березня 1937 — 18 червня 1966.
- Оттава, 15 грудня 1951 — 27 червня 1959.
- Реджайна, 4 вересня 1947 — 28 лютого 1966.
- Саскатун, 22 листопада 1948 — 13 травня 1974.
- Тандер-Бей, 15 грудня 1947 — 16 липня 1972.
- Торонто,
  - 18 червня 1922 — 31 серпня 1925;
  - 19 червня 1947 — 16 липня 1993.
- Едмонтон, 24 вересня 1939 — 2 травня 2009.

### США
- Акрон, 12 листопада 1941 — 6 червня 1959.
- Атланта, 28 червня 1937 — 27 вересня 1963.
- Балтимор,
  - 1 листопада 1922 — 31 серпня 1931;
  - 6 березня 1938 — 21 червня 1959.
- Бірмінгем, 30 квітня 1947 — 22 листопада 1958.
- Бостон, з 11 квітня 1936.
- Буффало, 30 грудня 1949 — січень 1950.
- Гонолулу, 1 січня 1938 — 22 червня 1957.
- Гринвіль, 19 серпня 1934 — 20 лютого 1956.
- Гринсборо, 15 липня 1934 — 5 червня 1956.
- Далет, 5 жовтня 1931 — 15 травня 1957.
- Даллас, 25 листопада 1945 — 28 липня 1966.
- Дейтон, з 23 квітня 1933.
- Де-Муан, 9 жовтня 1938 — 24 січня 1964.
- Денвер, 2 червня 1940 — 10 червня 1955.
- Детройт,
  - 14 червня 1930 — 11 серпня 1937;
  - 15 листопада 1949 — 16 листопада 1962.
- Джонстаун, 20 листопада 1951 — 11 листопада 1967.
- Індіанаполіс, 4 грудня 1932 — 10 травня 1957.
- Йонгстаун, 11 листопада 1936 — 10 червня 1959.
- Камеді, 1 вересня 1935 — 1 червня 1947.
- Канзас-Сіті, 19 травня 1938 — 4 січня 1959.
- Кеноша, 15 лютого 1932 — березень 1952.
- Клівленд, 1 березня 1936 — 14 червня 1963.
- Ковінгтон, 11 липня 1937 — 17 березня 1958.
- Коламбус, 3 грудня 1933 — 30 травня 1965.
- Кохос, 2 листопада 1924 — 12 грудня 1937.
- Літл-Рок, 26 грудня 1947 — 1 березня 1956.
- Лос-Анджелес,
  - 11 вересня 1910—1915;
  - 3 серпня 1947 — 30 березня 1963.
- Луїсвіль, 27 грудня 1936 — 7 травня 1951.
- Мемфіс, 8 листопада 1931 — 22 квітня 1960.
- Мерілл, січень 1913 — грудень 1913.
- Мілвокі, 8 листопада 1936 — 20 червня 1965.
- Міннеаполіс, 5 травня 1922 — 22 травня 1923.
- Новий Орлеан, 2 грудня 1929 — 26 березня 1967.
- Ноксвіль, 28 квітня 1930 — 1 липня 1945.
- Норфолк, 1921—1923.
- Нью-Йорк,
  - 8 жовтня 1921 — 16 жовтня 1927;
  - 23 липня 1930 — 26 липня 1960.
- Ньюарк, 15 вересня 1935 — 10 листопада 1948.
- Пеорія, 13 листопада 1931 — 3 жовтня 1946.
- Петерсбург, 19 червня 1923 — 31 грудня 1926.
- Пітсбург, 28 вересня 1936 — 11 жовтня 1936.
- Портленд, 30 серпня 1936 — 23 жовтня 1958.
- Портсмут, 1923.
- Провіденс, 26 грудня 1931 — 14 червня 1955.
- Рокфорд, 10 грудня 1930 — 6 червня 1947.
- Рочестер, 1 листопада 1923 — 22 березня 1932.
- Сент-Джозеф, 1 серпня 1932 — 22 листопада 1966.
- Сан-Франциско, з 6 жовтня 1935.
- Сіетл, з 28 квітня 1940.
- Скрентон, 1903—1904.
- Солт-Лейк-Сіті, 9 вересня 1928 — вересень 1946.
- Толедо, 1 лютого 1935 — 28 травня 1952.
- Топека, 27 березня 1932 — 30 червня 1940.
- Вілкс-Барре, 15 грудня 1939 — 29 серпня 1947.
- Вілмінгтон, 24 вересня 1939 — 6 грудня 1957.
- Філадельфія, 14 жовтня 1923 — 30 червня 2003,
  - З 14 квітня 2008.
- Фітчбург, 10 травня 1932 — 30 червня 1946.
- Флінт, 1 березня 1937 — 26 березня 1956.
- Форт-Вейн, 7 липня 1940 — 12 червня 1960.
- Цинциннаті, 1 грудня 1936 — 18 червня 1965.
- Чикаго, 17 квітня 1930 — 25 березня 1973.
- Шревенпорт, 15 грудня 1931 — 26 травня 1965.

## ПівденнатаЦентральна Америка

### Аргентина
- Буенос-Айрес, 4 червня 1948 — 30 квітня 1966.
- Кордова, з 7 травня 1989.
- Ла-Плата, грудень 1954 — 12 грудня 1966.
- Мар-дель-Плата, 1956—1963.
- Мендоса,
  - 16 жовтня 1913—1915;
  - З 14 лютого 1958.
- Росаріо, з 24 травня 1959.
- Сан-Мігель-де-Тукуман, 23 липня 1955 — 28 травня 1962.

### Бразилія
- Аракара, 27 грудня 1959 — 20 листопада 2000.
- Белу-Оризонті, 30 травня 1953 — 22 січня 1969.
- Кампус, 29 червня 1958 — 12 червня 1967.
- Нітерой, 21 листопада 1953 — 10 листопада 1967.
- Порту-Алегрі, 7 грудня 1963 — 19 травня 1969.
- Ресіфі, 15 червня 1960 — 24 вересня 2001.
- Рибейран-Прету, 24 липня 1982 — 2 липня 1999.
- Ріо-Клару, 9 травня 1986 — липень 1993.
- Ріо-де-Жанейро, 3 вересня 1962 — квітень 1971.
- Салвадор, 15 листопада 1959 — червень 1968.
- Сантос, з 12 серпня 1963.
- Сан-Паулу, з 22 квітня 1949.
- Форталеза, 25 січня 1967 — лютого 1972.

### Венесуела
- Каракас, липень 1937—1945.
- Мерида, з 2007 року.

### Гаяна
- Джорджтаун, 1924—1961.

### Еквадор
- Кіто, з 17 грудня 1995.

### Колумбія
- Медельїн, 12 жовтня 1929—1951.
- Санта-Фе-де-Богота, 12 квітня 1948 — 15 серпня 1991.

### Куба
- Гавана, 8 вересня 1949—1954.

### Мексика
- Гвадалахара, з 15 грудня 1976.
- Мехіко, з 9 березня 1951.

### Перу
- Ліма, 1928—1931.

### Тринідад і Тобаго
- Порт-оф-Спейн, 1 жовтня 1941 — 31 грудня 1956.

### Уругвай
- Монтевідео, 28 березня 1951 — 26 січня 1992.

### Чилі
- Вальпараїсо, з 31 грудня 1952.
- Сантьяго,
  - 31 жовтня 1947 — 18 червня 1978;
  - 24 грудня 1991 — 9 липня 1994.

## АвстраліятаОкеанія

### Австралія
- Аделаїда,
  - 2 березня 1932 — 11 серпня 1934;
  - 5 вересня 1937 — 12 липня 1963.
- Брисбен, 12 серпня 1951 — 13 березня 1969.
- Лонсестон, 24 грудня 1951 — 26 липня 1968.
- Перт, 1 жовтня 1933 — 29 серпня 1969.
- Сідней, 23 січня 1934 — 31 серпня 1959.
- Хобарт, 29 жовтня 1935 — 24 листопада 1968.

### Нова Зеландія
- Веллінгтон
  - 29 вересня 1924 — травень 1932;
  - З 20 червня 1949 – 31 жовтня 2017;
- Данідін, 23 грудня 1950 — 31 березня 1982.
- Крайстчерч, 1 квітня 1931 — 8 листопада 1956.
- Нью-Плімут, 30 жовтня 1950 — 7 жовтня 1967.
- Окленд, 19 грудня 1938 — 26 грудня 1980.